# Thématique de l'œuvre poétique de Robert Browning
Vous lisez un « article de qualité » labellisé en 2010.
Pour les articles homonymes, voir Browning.

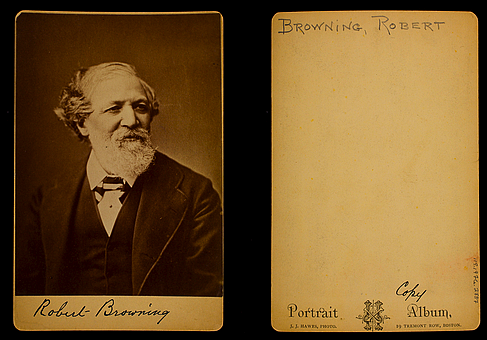
Robert Browning, daguerréotype par Josiah Johnson Hawes (1808-1901).

La thématique de l'œuvre poétique de Robert Browning (1812-1889) concerne essentiellement les problèmes universels des rapports que l'homme entretient avec Dieu, l'art, la nature et l'amour.
En une époque de remise en cause des certitudes millénaires par les avancées de la science (géologie, darwinisme) et de la philosophie (scientisme, positivisme), on a souvent vu en Browning, à la fin du XIXe siècle et au début du XXe siècle, un philosophe, voire un prophète.
En réalité, lui se considérait avant tout comme un poète,, et la postérité lui a donné raison car il est aujourd'hui reconnu, avec Tennyson et Matthew Arnold, comme l'un des trois plus grands représentants anglais du genre à l'époque victorienne.
Les mêmes thèmes sont repris de recueil en recueil, en particulier dans les plus importants (Dramatic Lyrics, Dramatic Romances and Lyrics, Men and Women, le chef-d'œuvre de sa maturité (« his middle life ») selon Margaret Drabble, Dramatis Personae et The Ring and the Book). Pour les traiter, le poète utilise la technique du monologue dramatique, adressé à un auditeur (l'allocutaire) silencieux mais non inerte. La prise de parole de ce locuteur fait apparaître une situation, parvenue à un état de crise présente ou passée, et un ou plusieurs protagonistes, leurs conflits et la résolution, souvent dramatique ou tragique de ce conflit.
De plus, l'exploration des thèmes est confiée à des personnages qui s'expriment en leur nom propre. Ainsi, chacun d'eux devient un masque par le truchement duquel Browning explore une facette de la réalité. Son but, a-t-il écrit, est de parvenir à la « vérité, fractionnée en ses teintes prismatiques ».

## Qui parle dans cette œuvre?

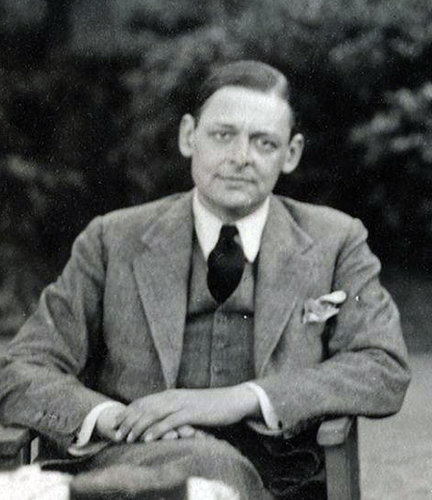
T. S. Eliot en 1934, cliché de Lady Ottoline Morrell.

Les thèmes abordés par Robert Browning sont non seulement multiples, mais traités selon différents points de vue, parfois peu compatibles entre eux. Cette diversité thématique n'est rendue possible que par la diversité de ceux qui l'exposent. Qui en effet parle dans ces œuvres ? Dès qu'il s'intéresse à une idée, une doctrine, un système, écrit Charles Perquin, « Browning crée une personne pour illustrer le problème », ; à cela, Yann Tholoniat ajoute : « la figure de l'auteur est reflétée par tous ces locuteurs, et elle se dissout en eux, se dissipe, se fond, perd de sa substance, s'étiole dans le même temps où les ramifications de sens s'étoilent ».
T. S. Eliot ne s'y est pas trompé quand il a écrit : « En fait, ce qu'on entend normalement dans le monologue dramatique, c'est la voix du poète, qui a mis l'habit et le maquillage de quelque personnage historique ou appartenant à la fiction ». En effet, les multiples personnages sont autant de masques derrière lesquels Browning explore différentes facettes d'un même cas.
Certains personnages reçoivent l'approbation de Browning, Fra Lippo Lippi, le moine-peintre amoureux de la vie, par exemple ; d'autres, comme Andrea del Sarto le technicien sans faille de la peinture, non, car il y a un censeur en lui. D'autres encore paraissent à première vue éloignés, tel l'évêque Bloughram de Bishop Bloughram's Apology, engoncé dans son confort intellectuel et doctrinal. Dans How it Strikes a Contemporary, le protagoniste, le Corregidor, présente un profil ambigu : est-il un poète solitaire et étranger à la société, auquel cas son inspiration est d'ordre divin et sa poésie abstraite ? Ou un homme d'action, inspiré par les seuls hommes, auquel cas sa poésie est objective et concrète ? Deux masques ici, pour un même poème, que Browning essaie tour à tour. Deux personnages pour un même masque, celui du locuteur, cette fois : Karshish et Lazarus dans An Epistle Containing the Strange Medical Experience of Karshish, the Arab Physician : le premier découvre, tel un journaliste scientifique, une terre et une foi, l'autre, jadis réveillé de la mort, reste taciturne et engourdi, comme un enfant (vers 117, allusion à Matthieu, XVIII, 3), obéissant comme un mouton (vers 119), avec de brusques tensions impulsives que l'auteur de la lettre, interloqué, ne s'explique pas, « technique structurale de tension et de balance », selon M. K. Mishler dont l'ouvrage, par son seul titre (« Dieu contre Dieu »), résume de façon lapidaire le choc culturel et spirituel constituant l'apogée du poème.

## La philosophie religieuse
En 1881, la fondation de la Robert Browning Society par Frederick Furnivall a lieu au corps défendant de Browning lui-même, lequel aurait déclaré à ce sujet, et en français : « Il me semble que ce genre de chose frise le ridicule, ». Le poète se sent toutefois obligé d'assister à quelques-unes des réunions de cette association au cours desquelles ses propres poèmes sont analysés par des tiers. Le plus souvent, il est question de leur interprétation d'un point de vue philosophique. Son attitude habituelle consiste alors à écouter avec patience en hochant la tête, à remercier l'orateur de lui avoir appris quelque chose sur son œuvre et à prendre congé sans autre commentaire,.

### Une attitude fluctuante
Les principaux poèmes concernés par le thème religieux sont, selon une liste établie par George P. Landow :
- Bishop Blougram's Apology ;
- The Bishop Orders His Tomb at St. Praxed's Church ;
- Cleon ;
- Caliban Upon Setebos Or, Natural Theology in the Island ;
- Johannes Agricola in Meditation[20] ;
- Christmas-Eve and Easter-Day ;
- An Epistle Containing the Strange Medical Experience of Karshish, the Arab Physician ;
- Rabbi Ben Ezra ;
- Saul.

À cela, Stefan Hawlin ajoute :
- A Toccata of Galuppi's' ;
- The Statue and the Bust ;
- The Heretic's Tragedy ;
- Holy-Cross Day ;

ainsi que trois poèmes de Dramatis Personae :
- A Death in the Desert ;
- Apparent Failure ;
- The Epilogue[21].

Yann Tholoniat y inclut Abt Vogler, du même recueil. 
À en croire Glenn Everett, les opinions de Browning en la matière ont fluctué (shifting religious views), hésitation typique de l'attitude victorienne face aux contestations auxquelles le Christianisme est alors soumis. Bien que sa poésie prouve à l'évidence qu'après avoir surmonté sa tentation, ressentie à l'adolescence et longtemps manifeste (voir Précocité et vagabondage culturel), qu'Everett appelle « shelleyenne », signifiant par cela que Browning avait ressenti une telle passion pour Shelley qu'il avait alors voulu l'imiter dans son mode vie et de pensée, il s'est éloigné de l'Athéisme, reste à savoir « si le scepticisme l'a jamais quitté ». Certes, Browning rend grâce à une forme d'amour « certainement proche de l'amour chrétien », et il connaissait si bien la Bible qu'il avait choisi pour titre à ses premiers recueils Bells and Pomegranates (« Clochettes et grenades »), « référence aux décorations ornant les robes des prêtres hébreux », ce qu'ignorait même Elizabeth Barrett, « pourtant érudite des Écritures » précise Everett ; mais, si nombre de ses poèmes se préoccupent de la foi et des aspirations religieuses de l'homme, les solutions avancées aux questions posées s'ajoutent les unes aux autres sans cohérence apparente ; et Everett rapporte l'anecdote selon laquelle, au soir de sa vie, Browning avait proféré un « tonitruant No! » alors qu'on lui demandait s'il se considérait comme chrétien.

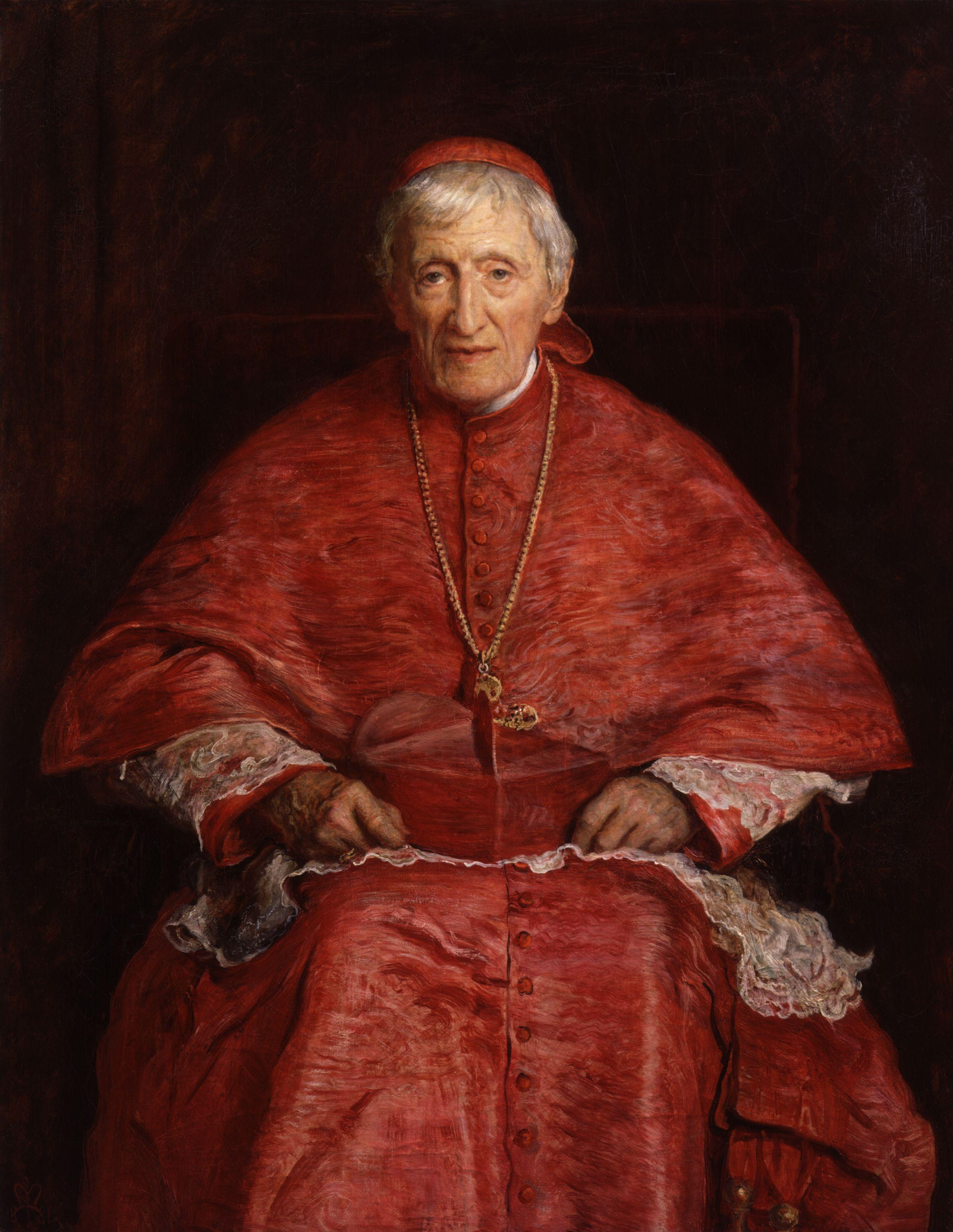
Le cardinal John Henry Newman par Sir John Everett Millais.

À cela s'ajoute sa réaction après une rencontre avec un ami lui ayant lu un passage de l'Apologia Pro Vita Sua du cardinal Newman, le dissident anglican qui avait rejoint, par le mouvement d'Oxford, le catholicisme, dans lequel ce dernier affirme qu'il est aussi convaincu de l'existence de Dieu que de la sienne : « Je crois qu'il se donne le change, écrit-il ensuite à son amie Julia Wedgwood, et que personne de sensé n'a jamais été convaincu des deux avec une exactitude mathématique »,.

### L'«annexion» de l'œuvre

#### Le «maître en religion»
Pourtant, nombre d'avis autorisés de l'époque en matière religieuse en font « un maître en religion » et ceci constitue précisément, en 1900,,,, le sujet du Burney essay, un prix organisé chaque année par Christ's College, Cambridge pour « la promotion de l'étude de la philosophie religieuse »,,. Des commentateurs comme Edward Berdoe sont convaincus que Browning a réussi à réconcilier science et religion, démontrant que « l'une est le complément de l'autre » et réalisant ce qu'il appelle la « religion scientifique »,.

#### La «vérité première»

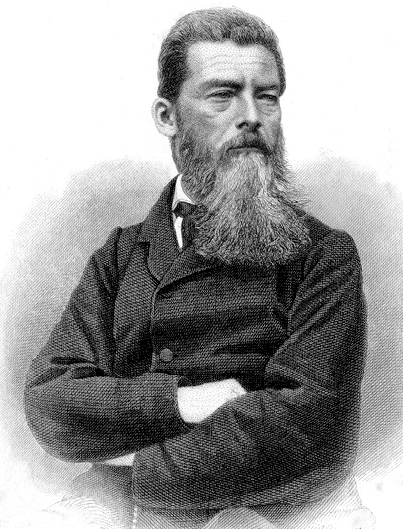
Ludwig Feuerbach (1804-1872), par August Weger (1823-1892).

D'autres critiques, du milieu du XXe siècle, se contentent d'analyser ce qu'ils appellent la « vérité première » (central truth) de son œuvre, qu'ils disent être d'inspiration religieuse. Ainsi William Whitla, docteur de l'Université d'Oxford, professeur émérite à l'Université de Toronto, qui, proposant en 1963 un chapitre intitulé « Spiritual Unity: Poetry and Religion », énoncé assez éloquent en soi, commence sa démonstration par des citations : au livre V, vers 638 de Paracelsus, le héros s'exclame : « Je savais, je sentais… ce qu'est Dieu, ce que nous sommes, / Ce qu'est la vie… / Qu'est le temps pour nous ? » et dans Sordello, V, 26, se trouve « Ajuster au fini son infinité » (Fit to the finite his infinity), enfin dans A Pillar at Sebzevar, en une manière de conclusion : We circumscribe omnipotence, qui peut être interprété de deux façons, soit « nous faisons de l'omnipotence le tour », soit « nous la limitons ». Puis, Whitla explique qu'au cours du XIXe siècle, le Christianisme a été soumis à divers assauts conduits par les avancées de la science, la découverte de la géologie et des sciences dérivées (plus tard, ce sera le Darwinisme à partir de 1859), puis celles de la philosophie, en particulier la pensée de Feuerbach (1804-1872) qui soutient que Dieu n'est qu'une projection de l'imaginaire humain, enfin celles de la critique biblique, avec l'érudit allemand D. F. Strauss (1808-1874), sans doute le modèle du philosophe de Chrismas Eve, pour qui la version christique de la vie de Jésus que donne l'Église n'est qu'un mythe historique. Ces mouvements ont conduit à une dichotomie, plaçant la science et ses méthodes d'un côté, et la religion de l'autre. Entre les deux, poursuit Whitla, s'est ouvert un espace de conflit dans lequel Browning s'est jeté (threw himself) pour compenser, à sa façon, la dérive de ce qui aurait dû rester une critique relevant de la recherche biblique, vers un système d'attaques dirigées contre la foi. « Sa réponse a été celle d'un poète, écrit-il, confiée au déguisement objectif de locuteurs s'exprimant dans une série de monologues dramatiques ».

#### L'«Incarnation»

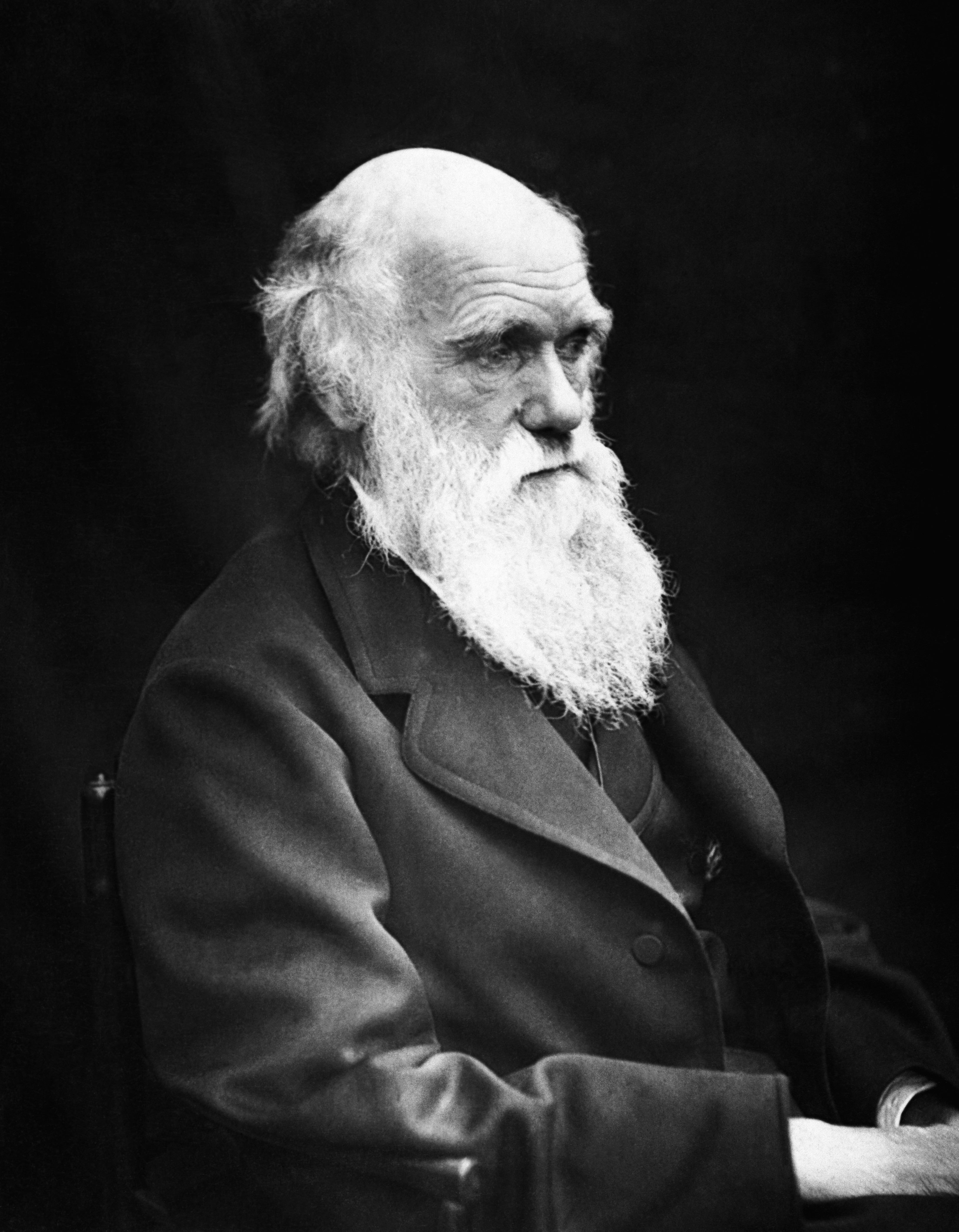
Charles Darwin en 1869, par J. Cameron.

Ainsi Browning offrirait une version individuelle d'une position théologique orthodoxe : son propre cheminement d'homme, à partir de la croyance naïve de son enfance, vers, d'abord, une sorte d'indifférence et d'agnosticisme « rationnels » (c'est l'épisode « shelleyien » : voir Précocité et vagabondage culturels), puis vers une croyance (belief) plus mûre, celle de la piété évangélique de sa mère, l'œuvre témoignant ensuite de sa lutte constante pour garder en lui cette foi d'autant plus tenace que constamment soumise au doute. À partir de Christmas-Eve and Easter-Day, ajoute Whitla, Browning était parvenu à « un point de référence chrétienne suffisamment cohérent pour servir sa poésie de façon efficace ». Il rappelle, en effet, une croyance essentielle (primary) chez lui, celle du mystère de l'Incarnation de Jésus Christ, citant Beryl Stone qui, en 1957, avait souligné cette prééminence de l'Incarnation dans la pensée du poète : « Le symbole de l'Incarnation du Christ offrait à Browning une analogie avec sa propre expérience d'artiste ». L'argument de Beryl Stone est simple : de même que Dieu a revêtu la parure humaine, l'artiste habille de mots la vision qui l'habite ; s'il peut en transmettre la vérité, il « partage l'œuvre rédemptrice du Christ en libérant l'homme de la tyrannie de l'erreur et de l'esclavage du "soi" ». Aux critiques assaillant le Christianisme, Browning répond, assure Whitla, en affirmant la foi traditionnelle en l'Évangile, l'Église primitive et les Pères de l'Église.
Déjà, dans un essai lu à Balliol College en 1904, William Temple avançait l'idée que chez Browning, « l'apogée de l'histoire, le summum de la philosophie et le couronnement de la poésie, c'est indubitablement l'Incarnation »,. Selon lui, cette doctrine nourrit la poésie de Browning dans Saul, An Epistle Containing the Strange Medical Experience of Karshish, the Arab Physician, A Death in the Desert et Christmas Eve and Easter-Day. Whitla, lorsqu'il reprend l'argument, ajoute que, par sa démarche, le poète a été conduit à « un individualisme religieux » lui faisant « oublier la communauté des croyants et, du coup, ignorer l'expression d'une vie d'action commune dans le sacrement ». Sans doute, Temple et Whitla signifient par-là que la religion de Browning, toute intérieure, l'a éloigné de l'Église, établie ou non, et de la pratique communautaire.

#### La distanciation
À cette démonstration, Glenn Everett oppose l'argument que les personnages religieux de Browning « ont généralement poussé leur croyance jusqu'à l'extrême » et s'en trouvent discrédités : il voit justement dans le monologue dramatique le moyen choisi par Browning pour présenter des conceptions n'entraînant la sympathie ni du lecteur ni du poète, voire en réfuter certaines par l'exemple, sans révéler les siennes. Ainsi, dans Saul, le locuteur, non plus un dignitaire de l'Église mais David, « figure biblique quasi christique », exprime certes un point de vue résolument chrétien dans les deux dernières strophes, XVIII et XIX : « Je le crois ! C'est Toi, Dieu, qui donnes, C'est moi qui reçois / Dans le premier est le dernier, en Ta volonté est le pouvoir de ma croyance » (strophe XVIII, vers 1 et 2), mais ses extases ne sauraient en aucun cas engager l'auteur du poème.

### Les quasi-certitudes

#### Un intérêt certain

##### Le doute, aiguillon pour la foi
Que Browning se soit intéressé au problème religieux est indéniable. Il peut aborder ce thème sous un angle purement intellectuel, comme dans Bishop Bloughram's Apology dont le titre fait écho à l'Apologia Pro Vita Sua, du cardinal Newman (1865). L'apologie de l'évêque Bloughram, personnage calqué sur le cardinal Wiseman, est une réponse à un journaliste anglais, Mr Gigadibs qui le questionne en s'étonnant de ce qu'en plein XIXe siècle, on puisse encore, quand on est averti et cultivé, croire aux enseignements de l'Église. La réponse de l'ecclésiastique, à la fois complexe et mouvante, réussit à faire du doute lui-même un aiguillon puissant pour la foi.

##### De la religion primitive au sublime

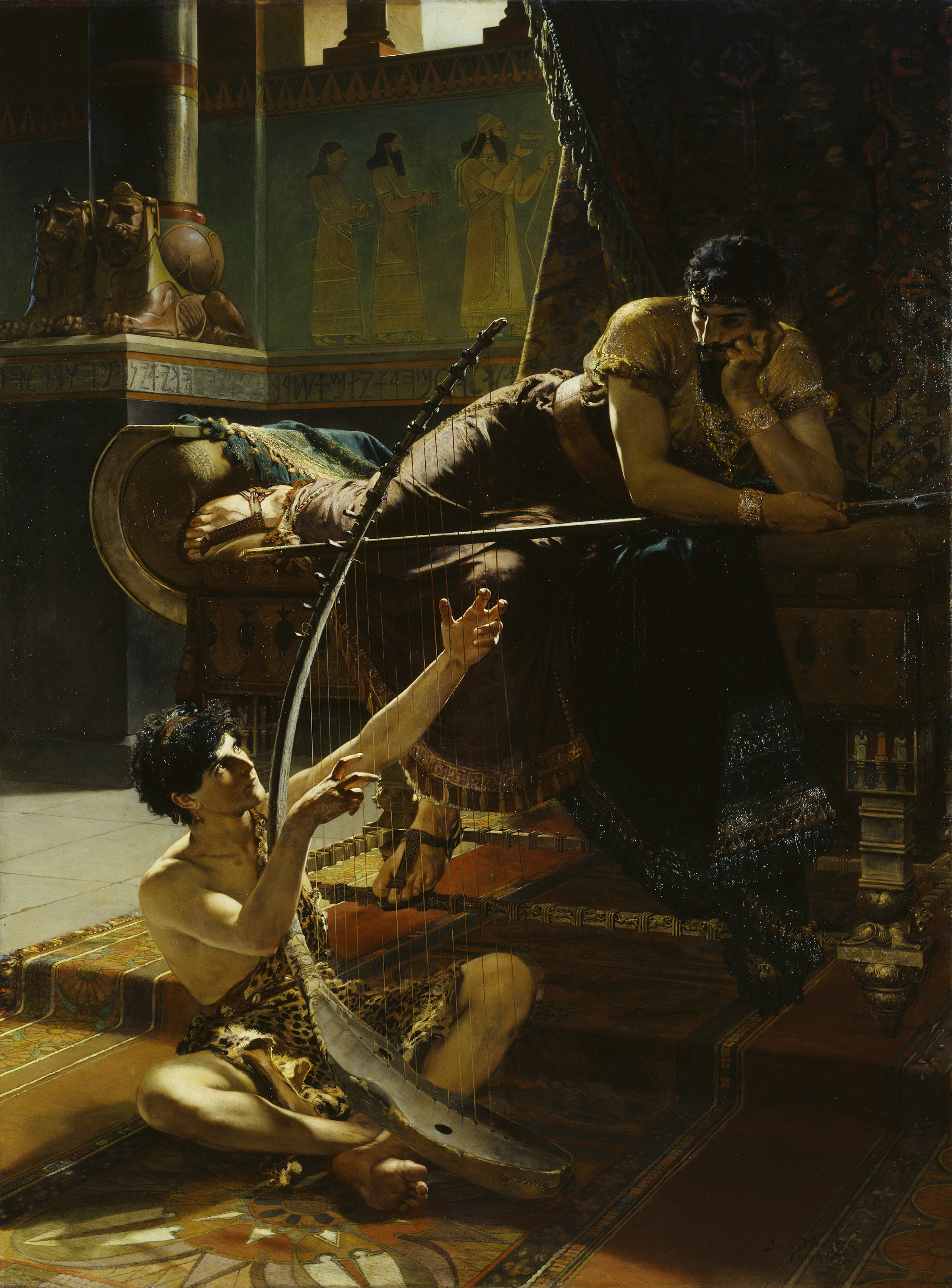
David et Saül par Julius Kronberg, 1885.

Extrême négatif, Caliban Upon Setebos Or, Natural Theology in the Island (1864) présente le sentiment religieux sous sa forme la plus primitive. Le grotesque Caliban, s'exprimant à la troisième personne, ce qui, d'après John Lucas, montre bien qu'il est loin d'avoir atteint la connaissance de soi, adore le monstrueux dieu sauvage Setebos, auquel il s'adresse en un langage archaïque, une sorte de Ursprache, comme l'appelle Yann Tholoniat, avec une syntaxe elliptique, de fréquentes références au corps et l'usage de verbes monosyllabiques décrivant le mouvement et le cri des animaux : sprawl (« être affalé »), creep (« ramper »), snarl (« montrer les crocs »), groan (« grogner »), hiss (« siffler comme le serpent »), tous effets donnant à voir en Caliban « une nature à peine "dégrossie" ».
En revanche, avec Saul, dans lequel David chante les beautés du divin, Browning atteint au sublime.

##### Une épître «bruissant de résonances bibliques»
Le poète excelle aussi à traduire la curiosité, voire l'incompréhension à l'égard du divin possiblement incarné, jalonnant le chemin, « bruissant de résonances bibliques » de An Epistle Containing the Strange Medical Experience of Karshish, the Arab Physician. L'auteur fictif - ce médecin arabe pétri de rationalisme - s'étouffe de stupeur en évoquant l'irrationnel miracle du « Sage nazaréen », ce Christ médecin lui aussi, qui a, quelques années auparavant, sorti Lazare de son tombeau.

##### La quête en soi
Il semble même, dans Childe Roland to the Dark Tower Came, préférer le côté positif de l'échec (l'écuyer Roland finit par atteindre la tour noire, mais pourquoi ?) au mensonge ou à la compromission, sa quête symbolisant le parcours d'une vie humaine d'exception. À ce propos, Browning a répondu d'une façon laconique et évasive à John Chadwick qui lui demandait si le poème pouvait se résumer par le verset biblique « Celui qui endure jusqu'au bout sera sauvé » (He that endureth to the end shall be saved), se contentant de dire : « Quelque chose comme ça » (Just about that).
La réponse de Browning n'a certes pas clos le champ des supputations quant au sens du poème, dans lequel, comme le souligne John Lucas, ont été décelés tour à tour de nombreux échos : une référence à The Pilgrim's Progress de John Bunyan (encore que, si le titre complet de cet ouvrage est The Pilgrim's Progress From This World to That Which is To Come [« Le voyage du pèlerin depuis ce monde jusqu'à celui qui adviendra »], le chemin de Roland, lui, ne mène pas à une terre d'espoir), ; des allusions aux avancées de la science, en particulier aux Principles of Geology (1830-32) de Charles Lyell qui avait scientifiquement daté l'âge de la terre, ce qui réfutait l'idée d'une création du monde en sept jours, d'où cette description symbolique d'un désert tourmenté, ulcéreux et hostile.

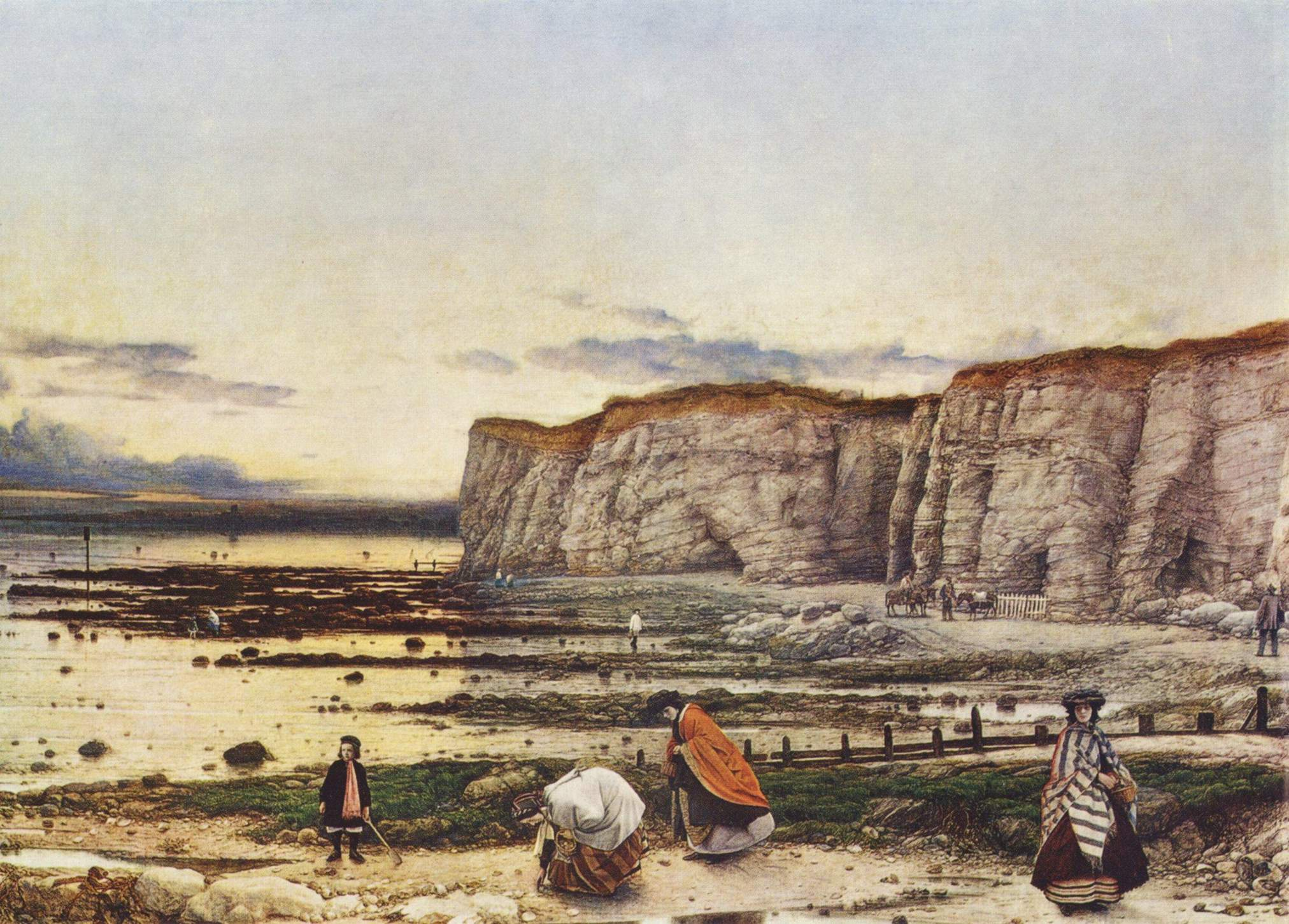
Pegwell Bay, par William Dyce.

À la fin des années 1850, William Dyce (1806-1860) avait peint Pegwell Bay, Kent, a recollection of 5th October 1858 (un an avant la publication de l'opus de Darwin). Sur ce tableau, aujourd'hui exposé à la Tate Gallery, on voit des femmes et des enfants ramassant des fossiles sur la plage, juste en dessous des falaises striées de veines géologiques, sombre paysage, lumière basse, vêtements bruns et noirs : c'est un exemple de nature livrée à la science « d'où Dieu a disparu ». Le désert de Childe Roland to the Dark Tower Came symboliserait donc ce que John Lucas appelle « l'esprit de la Quête », alors que la tour noire, comme la plage de Dyce, donnerait à voir ce monde sans Dieu (godless universe), « sans lumière et sans fin rédemptrice »,,.

##### Les prophètes religieux
Dans la dernière partie de sa carrière, Browning composa une suite de poèmes intitulée Parleyings with Certain People of Importance in Their Day (1887), (« Discussions avec certaines personnes importantes en leur temps »). Parmi les personnalités religieuses, politiques et littéraires présentées, l'une des plus importantes est sans doute Christopher Smart qui avait publié un Song to David (« Chant à David ») que le poète connaissait par cœur. Smart sert de contrepoint à une école de pensée illustrée par des poètes tels que Edwin Arnold ou Robert Montgomery, qui fondaient leur entreprise poétique sur une sorte de conscience cosmique universelle. Aussi leur fait-il dire : « Nous gravissons les cieux, nous nous laissons tomber / Sur la terre - pour y trouver que les choses y sont réticentes à répondre à / La loi de Dieu : nous comprenons la course du météore, / Et, voyez, la poussée de la rose […] ». Comprendre la course du météore, c'est connaître scientifiquement le pourquoi et le comment de l'univers, c'est, dans le contexte des controverses de l'époque, se ranger du côté du monde sans Dieu. Ce à quoi répond son Christopher Smart : « Amis, prenez garde […] ; apprenez d'abord la terre / Avant que vous n'enseigniez la loi des cieux […] Vivez et apprenez / N'apprenez pas d'abord pour vivre ensuite, tel est notre souci ». Ainsi, au soir de sa vie, il met en garde les prophètes religieux (le Jésuite italien Bartoli, 1609-1685), politiques (George Bubb Doddington, 1691-1762, dont il se sert pour attaquer Disraeli), ou scientifiques.

##### «Le délire des contemplatifs»
Enfin, dans Johannes Agricola in Meditation, Browning satirise ce que Nietzsche appelait le « délire des contemplatifs ». Comme l'écrit Yann Tholoniat, le lecteur est alors conduit à s'interroger « sur la place politique de la religion dans une société comme celle de Fra Lippo Lippi par rapport à celle de l'évêque de Bishop Bloughram's Apology et du Caliban de Caliban upon Setebos ». De poème à poème, en effet, il est le témoin d'une métamorphose du concept de divinité, de ce qu'Yann Tholoniat qualifie d'anaglyphe de ce concept : différentes conceptions qui, se superposant, « font émerger en relief sa conception propre, à partir de celle de David, de Caliban, de Karshish, de Bloughram, de l'évêque de Saint Praxed's, de Saint Jean (A Death in the Desert) ».

#### De «l'infini dans le fini»
En fait, la propre démarche de Browning s'avère être en soi une métaphore de la création, puisqu'elle s'efforce de confier, selon la formulation de A. S. Byatt (lors d'une conférence donnée à la Browning Society) de l'« infini » au « fini »,. À travers sa description de l'Incarnation, de la démarche artistique, de la tentation de se libérer du corps, de l'époque, de l'histoire,, Browning n'a de cesse de « projeter l'éternité sur l'axe du temps » (Thrusting in time eternity's concern), Sordello, I, v. 566, c'est-à-dire de mettre de l'infini dans le fini. Cette entreprise ne se révèle aux personnages qu'à des moments clefs, souvent au tout dernier. Les amoureux s'exclament : « Oh moment, unique et infini ! » (O moment, one and infinite!), By the Fireside, v. 181, ou « L'instant rendu éternel » (The moment become eternity), The Last Ride Together, v. 108. Il y a là un apogée de moment éternel qui s'exprime par le mélange absolu des corps et des âmes : « Parce que nos êtres les plus intimes se sont rencontrés et unis » (Because our innermost beings met and mixed), Any Wife to Any Husband, v. 50, « Enfin nous étions mélangés / Malgré l'écran mortel » (We were mixed at last / In spite of the mortal screen), By the Fireside, v. 234-235.
De la même façon, la musique permet d'échapper au temps : « Et je ne sais si, hormis cela, semblable don est accordé à l'homme, / Ce don qui fait qu'avec trois notes, ce n'est pas un autre son qu'il crée, mais une étoile » (And I know not if, save in this, such gift be allowed to man, / That out of three sounds he frame, not a fourth sound, but a star.), Abt Vogler, v. 51-52. Cette réflexion sur le temps est « intimement liée à celle que Browning mena dans toute son œuvre sur le mystère de l'Incarnation. En sorte que les monologues dramatiques peuvent être vus comme autant d'incarnations », révélées par le biais d'épiphanies. Browning a décrit ces moments à Elizabeth Barrett : « […] des échappées de mon pouvoir intérieur, qui vivent en moi comme ces phares loufoques qu'on trouve en Méditerranée, où la lumière tournoie sans fin en une sombre galerie, vive, vivante et, seulement après un long moment, bondit par l'étroite fissure, et se prolonge […] ».

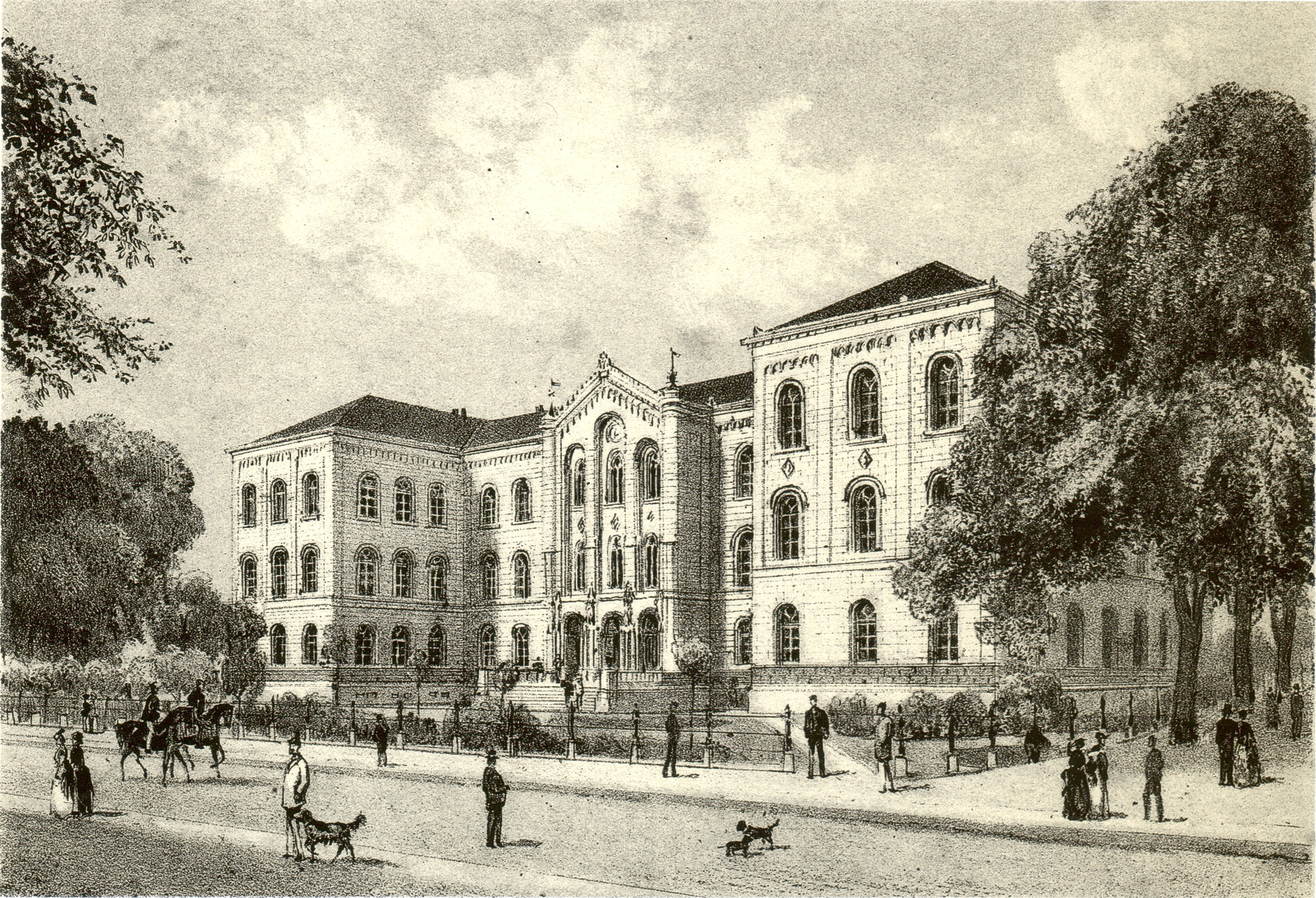
Le grand amphithéâtre de l'Université de Göttingen où sont censés se dérouler les doctes débats des érudits allemands.

#### La galerie des obédiences
Les poèmes Christmas-Eve et Easter-Day, publiés conjointement en 1850, offrent quelques indications supplémentaires. Dans le premier, le locuteur compare trois modes de croyance, celle de l'Église non-conformiste, quelque part en Angleterre, celle de la religion catholique vue de Saint-Pierre à Rome, et celle émanant des exégèses bibliques que conduisent des érudits allemands (Higher criticism) à Göttingen, où le professeur, affirme le locuteur, « vous gonfle avec une ingéniosité sans pitié tel un piston asséché / Atome par atome […] et vous laisse - du vide » ([…] like a drouthy piston [he] / Pomps out with ruthless ingenuity / Atom by atom, and leaves you - vacuity), Christmas Eve, vers 912-913.
Pour finir, il préfère celui, imparfait mais assez souple et ouvert, dans lequel Browning a été élevé, c'est-à-dire la foi dissidente de sa mère, qui avait été présenté en premier. Easter Day, le poème frère (ou double), plus austère, traite non pas des manifestations du culte ou de l'exégèse des textes sacrés, mais de la nature même de la foi en l'omnipotence et l'omniprésence de Dieu. Comme l'écrivent Pettigrew et Collins dans les notes de l'édition Penguin de 1981, le poète « met en place ses croyances religieuses dans ces poèmes après une longue période d'incertitude. Et ici, comme sa femme le lui avait instamment demandé, il s'exprime bien plus directement qu'il n'en a l'habitude ».

#### Dieu, mais en soi-même

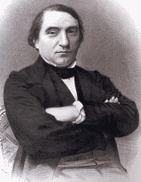
Ernest Renan (1823-1892).

Le recueil Dramatis Personae, publié en 1864, se clôt par le poème bien nommé Epilogue, dont Pettigrew et Collins écrivent que « son importance quant à la position religieuse de Browning est universellement reconnue ». Selon une tactique déjà expérimentée, Browning y met en scène trois personnages (d'où l'appellation de Yann Tholoniat : « poème triphonique ») représentant trois vues du Christianisme. Le premier, David (le prophète), s'efforce de trouver Dieu en son Église ; le deuxième, Renan (l'historien), plus pessimiste, conclut son propos avec l'idée que la mort du Christ est sans retour, allusion directe à Ernest Renan (1823-1892) dont La vie de Jésus avait été publiée en 1863. Le troisième locuteur reste anonyme et met en rapport la recherche de Dieu en dehors de soi et en son for intérieur. Philip Drew voit dans cette attitude celle à laquelle était parvenue Browning en 1864 : pour lui, écrit-il en substance, Dieu ne se situait plus « dans le Christianisme orthodoxe » et ne se retrouvait que dans les profondeurs du soi ; la religion, en conséquence, ne pouvait être qu'une affaire d'intimité personnelle.

## L'art
Les monologues dramatiques ayant l'art pour thème principal occupent une grande place. Tout autant que le travail artistique, ce qui intéresse le poète, c'est la philosophie sous-tendant sa démarche. Dans The Ring and the Book, à plusieurs reprises, Browning invite à réfléchir sur une morale édifiante (I, vers 237 ; XII, vers 20, 206, 419, 832), qui ne peut, selon lui, s'acquérir qu'après un effort de méditation : « Le sens moral ne croît qu'avec la pratique », écrit-il (X, The Pope, vers 1415). À ses yeux, cependant, la seule morale valable est celle de l'œuvre d'art, ce qu'il exprime en une métaphore musicale aux vers 860-863 du poème XII, « The Book and the Ring » :
| So, note by note, bring music to your mind, Deeper than ever the Andante dived, - So write a book shall mean, beyond the facts, Suffice the eye and save the soul beside,. | Ainsi, note par note, porte la musique jusqu'à ton esprit, Plus profond que jamais Andante ne plongea, Alors écrire un livre, au-delà des faits, signifiera, Satisfais l'œil et par la même occasion sauve l'âme. |

### Philosophie de l'art

#### La peinture

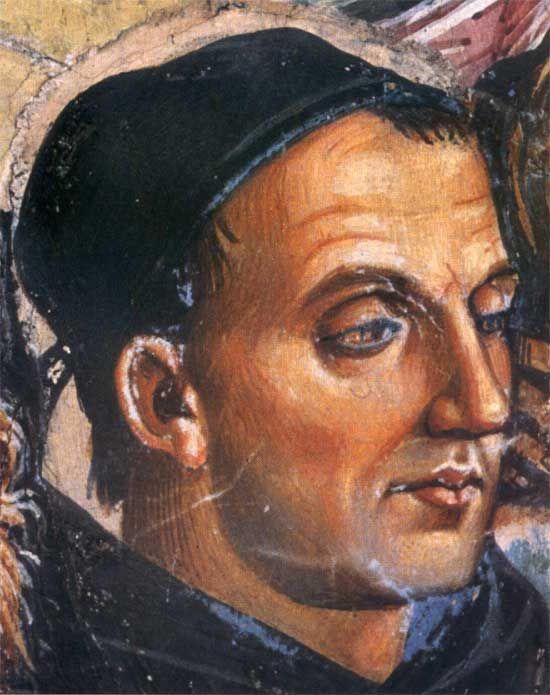
Fra Angelico ca 1501, par Luca Signorelli.

Dans Fra Lippo Lippi, le locuteur, moine-peintre truculent, paillard et curieux de tout, prétend que la peinture lui permet d'observer le monde avec une plus grande acuité, et d'en déduire certaines conséquences relatives à sa vie. Pour lui, l'art idéalise la beauté du monde sensible, tel, par exemple, le sourire de l'être aimé auquel il confère un rayonnement accru. Certes, il s'agit d'un problème qui a beaucoup troublé l'Église du XVe siècle : l'art devrait-il dépeindre la chair sans risquer de nuire à son impact spirituel ? Ne conduirait-il pas alors à une idolâtrie de l'homme envers lui-même qui l'éloignerait de la contemplation du divin ? La sympathie du poète pour les thèses exprimées par le moine « ne fait aucun doute », selon John Lucas. 
Mais ce point de vue, présenté par Lipo Lippi avec la véhémence de l'intime conviction, va plus loin qu'une simple apologie du réalisme ou du naturalisme. Stefan Hawlin a montré que, derrière ce poème, se profile un ouvrage français d'Alexis François Rio, De la poésie chrétienne, présentant le XVe siècle italien comme décadent par rapport à la vigoureuse « authenticité » des Giotto (1266-1337) ou Frà Angelico (1387-1455). Certaines sommités anglaises ayant approuvé ces vues, Mary Shelley et John Ruskin par exemple, ainsi qu'Anna Jameson, amie des Browning, le poète s'est résolument engagé à leur encontre, faisant de la vie et de l'œuvre de Filippo Lippi, celle aussi de Masaccio, cité par le moine, un antidote à des conceptions qu'il jugeait lénifiantes et erronées.

#### Les arts de la pierre
La sculpture et l'architecture, présentes dans The Statue and the Bust (1855) et The Bishop Orders His Tomb at Saint Praxed's Church (1854), permettent de fixer dans la pierre l'image d'un personnage, lui conférant une manière d'immortalité. D'après John Lucas, dans le cas de l'évêque du deuxième poème, « ce vieux chenapan magnifique », l'immortalité souhaitée se corse d'un érotisme effronté que la pierre aura la charge de représenter. Lucas voit en cela une franche déviation de Browning par rapport à la sensualité mutilée qui « empoisonne l'art au milieu du XIXe siècle », qui « empoisonne », c'est-à-dire qui encombre et ment par omission.

#### La musique
La musique, très présente, mais moins directement explorée, bien que Browning en ait été fort averti tant théoriquement (Music was my grammar, avait-il écrit) qu'en pratique (il jouait du piano et de l'orgue, et avait protesté : « Je sais ce dont je parle quand je parle de musique ! »,,), occupe essentiellement quatre poèmes.

Arthur Schopenhauer (1788-1860).

Il s'agit de A Toccata of Galuppi's où un pianiste anglais contemporain de Browning ne connaissant pas l'Italie, est transporté par son interprétation d'une toccata de Baldassare Galuppi (1706-85) en plein carnaval vénitien au siècle précédent ; Master Hugues of Saxe-Gotha dans lequel cinq phrases musicales s'entrecroisent en un schéma contrapuntique de fugue, strophe XII sq ; à ce propos, Richard D. Attick rapporte la conversation que Browning avait eue avec son ami Collins au cours de laquelle Browning avait affirmé que dans le poème, sa seule intention « allégorique » avait été de représenter par des mots le schéma de la fugue, « expression possible du labyrinthe de la vie humaine », ; Charles Avison (1887) avec sa théorie musicale semblable à celle que développe Schopenhauer dans Le monde comme volonté et idée (1819), qui a été traduit en anglais en 1883 et présente cet art comme « l'expression directe de la Volonté infinie », ; Abt Vogler enfin, où le locuteur, inspiré d'un rival de Beethoven en matière d'improvisation au clavier,, décrit la musique comme « éphémère », en cela symbole de la vie humaine à la recherche constante de sa résolution, le retour à l'apaisement de la tonique après les errements de la dominante.
J. W. Harper, après E. D. H. Johnson, pense que, « parce qu'elle s'adresse à l'émotion plutôt qu'à l'intellect », Browning plaçait la musique au sommet de tous les arts. Il n'avait peut-être pas tort, du moins dans sa conclusion : le poète faisait à sa future femme un récit ému de la représentation de Fidelio à laquelle il avait assisté pendant son adolescence ; dans Pauline, aux vers 365-367, il écrit : « La musique est comme une voix […] elle nous offre d'étranges émotions / Qui nulle part ailleurs ne sauraient se révéler ». De fait, au cours de ses improvisations à l'orgue, le protagoniste d’Abt Vogler parvient à ce qu'il croit être l'« expression de l'Absolu » par un processus de révélation, au sens joycien d'« épiphanique » : dès la première strophe, Vogler s'inquiète de savoir si son orgue restauré lui permettra d'affronter les différentes constructions musicales qu'il ambitionne (il utilise le verbe : build, « construire » et le nom commun work, « travail » dans les deux premiers vers, et au vers 66, il s'écrie : « Maçon et menuisier, toi, de maisons non faites avec les mains ! ») [Builder and maker, thou, of houses not made with hands).
En effet, en une série exultant de ravissement visionnaire, qu'accentue encore l'utilisation d'un ample vers à six accents, un alexandrin à l'anglaise,, il « voit » (I see) un univers réglé, grâce à la musique, par une harmonie totale, une sorte de monde leibnizien : « […] la terre avait fait de son mieux, dans ma passion, pour se hisser jusqu'aux cieux ». Alors se confirme pour lui l'importance princeps de réaliser tout le potentiel créateur dont il se sent nanti ; et ainsi de poser la question cruciale : « Vers qui donc me tourné-je sinon vers toi, l'ineffable Nom ? » (Therefore to whom turn I but to thee, the ineffable Name?). Et, avec la prière, la confiance revenant soudain, il s'écrie : « Rien de bien ne sera jamais perdu ! Ce qui fut vivra comme / Avant […] » (There shall never be one lost good! What was, shall live as / before...).
Pourtant, dans la dernière strophe (XIe) du poème, la vision s'évanouit ; le musicien revient sur terre : « Eh bien, ainsi en va-t-il de la terre avec moi ; le silence a repris ses droits : / Je serai patient et fier, et avec retenue donnerai mon accord » (I will be patient and proud, and soberly acquiesce) ; et il retourne à « l'accord ordinaire », celui d'Ut majeur, sans dièse ni bémol (The C major of this life) et maintenant, il peut essayer de retrouver le sommeil ([…] so now I will try to sleep). Comme le poème a été écrit après la publication de L'Origine des espèces de Darwin, l'un de ses buts serait donc de glorifier une vision du monde devenue obsolète et n'ayant plus cours (celebrating a vision that can no longer be endorsed).

### Responsabilité de l'artiste

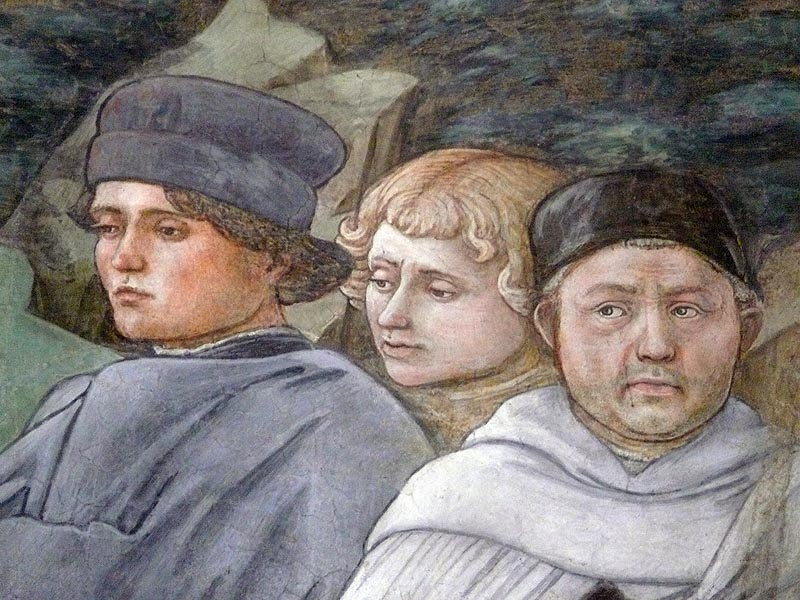
Autoportrait de Fra Lippo Lippi (à droite), avec deux de ses élèves (Funérailles de la Vierge, fresque de la cathédrale de Spolète).

#### Les sujets
Outre la responsabilité que l'artiste éprouve envers lui-même, par exemple celle d'Andrea del Sarto  qui louvoie entre deux contraintes, son inspiration créatrice et la nécessité de plaire, Robert Browning a tenté d'approfondir les rapports de l'art à la morale. L'artiste a-t-il un devoir de moralité, est-il tenu de représenter des personnages indemnes de vices et de défauts, et doit-il aussi formuler un jugement de valeur à leur endroit ? Comme la plupart de ses contemporains, cependant, Dickens, Thackeray, sa femme Elizabeth Barrett, George Eliot, pour n'en citer que quelques-uns, Browning a peuplé son œuvre de criminels et de pécheurs animés par la haine, la jalousie, ou la volonté de puissance. La formule même du monologue dramatique lui permettant de prendre ses distances et d'explorer le mal par procuration, la responsabilité du jugement est laissée au lecteur, sans que le créateur du personnage ait jamais ouvertement exprimé son opinion ; ses poèmes Porphyria's Lover et My Last Duchess, avec leurs artistes du mal, fournissent de frappants exemples de cette attitude, puisque personne ne sait, dans le premier, ce qu'en pense Dieu (« qui n'a rien dit ») et a fortiori le poète, et que, dans le second, c'est seulement après coup que le lecteur se rend compte que le Duc de Ferrare est, en fait, et de bout en bout « parlé [et avec quelle noirceur !] par son propre discours ».

#### L'éthique
Il se dégage au fil des poèmes une conception à la fois éthique et esthétique du rôle de l'artiste. L'art est fondé sur la foi, ce que Browning écrivait dès 1845 à Elizabeth Barrett : « Le poète a affaire à Dieu, auquel il est redevable et duquel il tire sa récompense », Dieu vu et ressenti dans toutes les manifestations de l'univers : « Je n'ai qu'à ouvrir les yeux, et la perfection, ni plus ni moins, / Telle que je l'imaginais, se dresse devant moi et je vois Dieu là, / Dans l'étoile, dans la pierre, dans la chair, dans l'âme et la motte de terre ». D'où l'idée qu'art et vie ne sauraient être séparés. Fra Lippo Lippi, intimement persuadé de cette nécessité réaliste, rejette, à l'inverse de Pictor Ignotus (le peintre sans nom) qui se conforme à la tradition, la théorie figée de son Père Supérieur selon laquelle peindre les corps comme ils sont présente un obstacle à la plénitude de la vie spirituelle. Pour lui, au contraire, « la chair est bonne » (the flesh is good), comme toutes les manifestations de la vie : alors, le rêve de l'artiste est d'envelopper dans l'art, avec la même chaleur affectueuse, la terre et tous les êtres vivants, donc les hommes, quels qu'ils soient et comme ils sont. Pictor Ignotus finalement ne dit pas autre chose lorsqu'il clame son regret : « Ô vivre ainsi, mon tableau et moi, joints par l'amour du monde, et prier jusqu'à ce que cesse la vie ! » (Oh, thus to live, I and my picture, linked / With love about, and praise, till life should end), (Pictor Ignotus, vers 36 et 37).

### L'artiste, interprète de Dieu

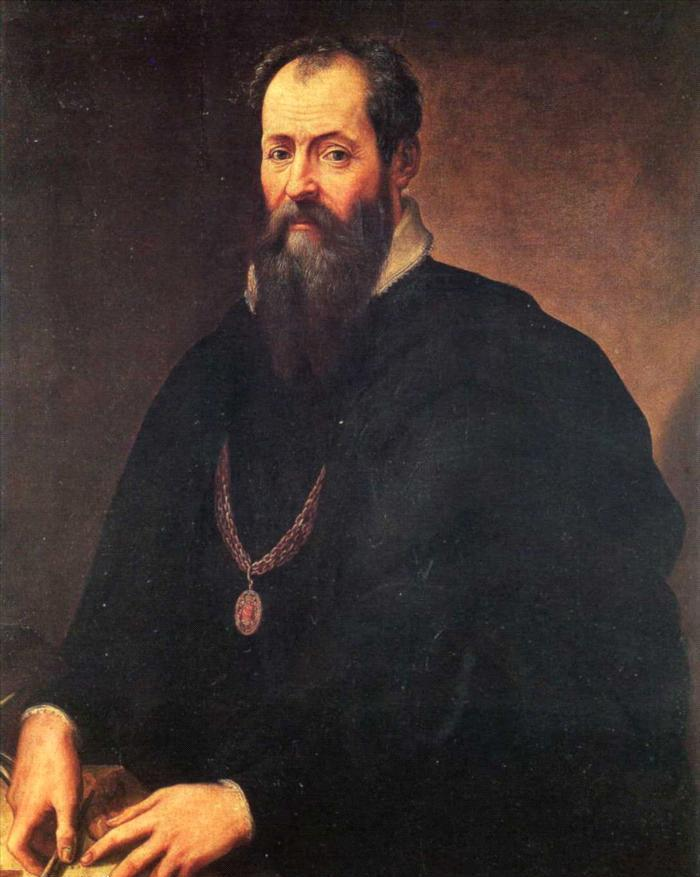
Giorgio Vasari, Autoportrait.

#### «Demeure l'homme, ne singe pas la muse»
C'est donc parce que, comme Fra Lippo Lippi et contrairement à saint Jean Baptiste qu'il cite à quatre reprises, l'artiste connaît « la valeur et la signification de la chair », (vers 325) (Browning avait lu Giorgio Vasari qui, dans sa Vies des artistes, insiste sur l'amour charnel que le réel Philippo Lippi portait aux femmes),, qu'il ne peut que tendre à une forme de réalisme : « Demeure l'homme, ne singe pas la muse » (Remain the man, don't ape the muse), affirme Aristophanes' Apology au vers 5182. Il ne s'agit pas de la servile imitation du réel : « Supposons que tu puisses le reproduire, ce qui est impossible, / Il n'y existe aucun avantage. Alors, il te faut le surpasser » (Suppose you reproduce her--(which you can't) / There's no advantage! you must beat her, then.), Fra Lippo Lippi, vers 298-299. L'art consiste alors à révéler le sens des choses (« Trouver son sens, c'est ma nourriture et ma boisson » (To find its meaning is my meat and drink), vers 315), et l'intuition de l'artiste à dévoiler, sous la patine du temps et de l'habitude, un monde dont la réalité dépasse ce réel qui n'était qu'apparence. Il aura permis de restituer au monde sa part essentielle de vérité et, alors, l'artiste, ce Maker-See (littéralement « Faiseur-Voir ») aura rempli sa mission, celle d'avoir servi d'interprète de Dieu (He interprets God to all of you), Fra Lippo Lippi, vers 311.

#### L'«espion de Dieu»
Dans son Essai sur Shelley (1852), Browning, déjà, avait clairement formulé sa conception : « Sans le poète, c'est la splendeur alors incomplète du soleil levant, le mystère alors non éclairé du lac ». Dans How it Strikes a Contemporary, le peuple prend même le héros-poète pour un espion « royal » tant son intuition est aiguë. La conclusion de ce poème montre que la méprise populaire est bien naturelle : c'est le devoir du poète, en effet, que de se comporter en espion de la vie humaine, du mystère des choses, car il est l'espion de Dieu.
En cela, Browning partage l'opinion d'autres poètes romantiques ou post romantiques qui se sont présentés en tant que seer,, « prophète » (littéralement : « voyant »), (Intimations of Immortality from Recollections of Early Childhood, Wordsworth), écho sonore (« Ce siècle avait deux ans », Les Feuilles d'automne, Victor Hugo), phare (« Les phares », Les Fleurs du mal, Baudelaire), voyant (« Lettre à Georges Izambard du 13 mai 1871 » et « Lettre du Voyant, à Paul Demeny, 15 mai 1871 » Rimbaud).
Ainsi, le monde acquiert sa plus grande beauté et son entière plénitude lorsqu'il est perçu au travers d'une œuvre d'art. Comme tout est chargé de sens, l'artiste-espion, serviteur à la fois de Dieu et des hommes, s'intéressera à ce qui lui paraît beau comme à ce qui semble laid. Ce faisant, il respectera le dessein divin et en dégagera l'essence. Art et spiritualité restent intimement liés, « l'art, comme notre vie, [étant] une sorte de religion ».

## La nature
Les poèmes les plus célèbres dans lesquels la nature joue un rôle primordial sont les trois principaux poèmes d'amour parus dans Men and Women (1855) : Love Among the Ruins, By the Fireside, Two in the Campagna, auxquels on peut ajouter Childe Roland to the Dark Tower Came, An Epistle Containing the Strange Medical Experience of Karshish, the Arab Physician, Cleon et Saul.

### Paysages
Les paysages décrits par Browning vont de l'Europe (France, Angleterre et Italie) au Moyen-Orient, l'Arabie et la Palestine (Jericho, Jérusalem, dans An Epistle Containing the Strange Medical Experience of Karshish, the Arab Physician, vers 21 et 34). Pourtant, ils se limitent surtout à trois grands types, le bucolique, le luxuriant et le désertique.

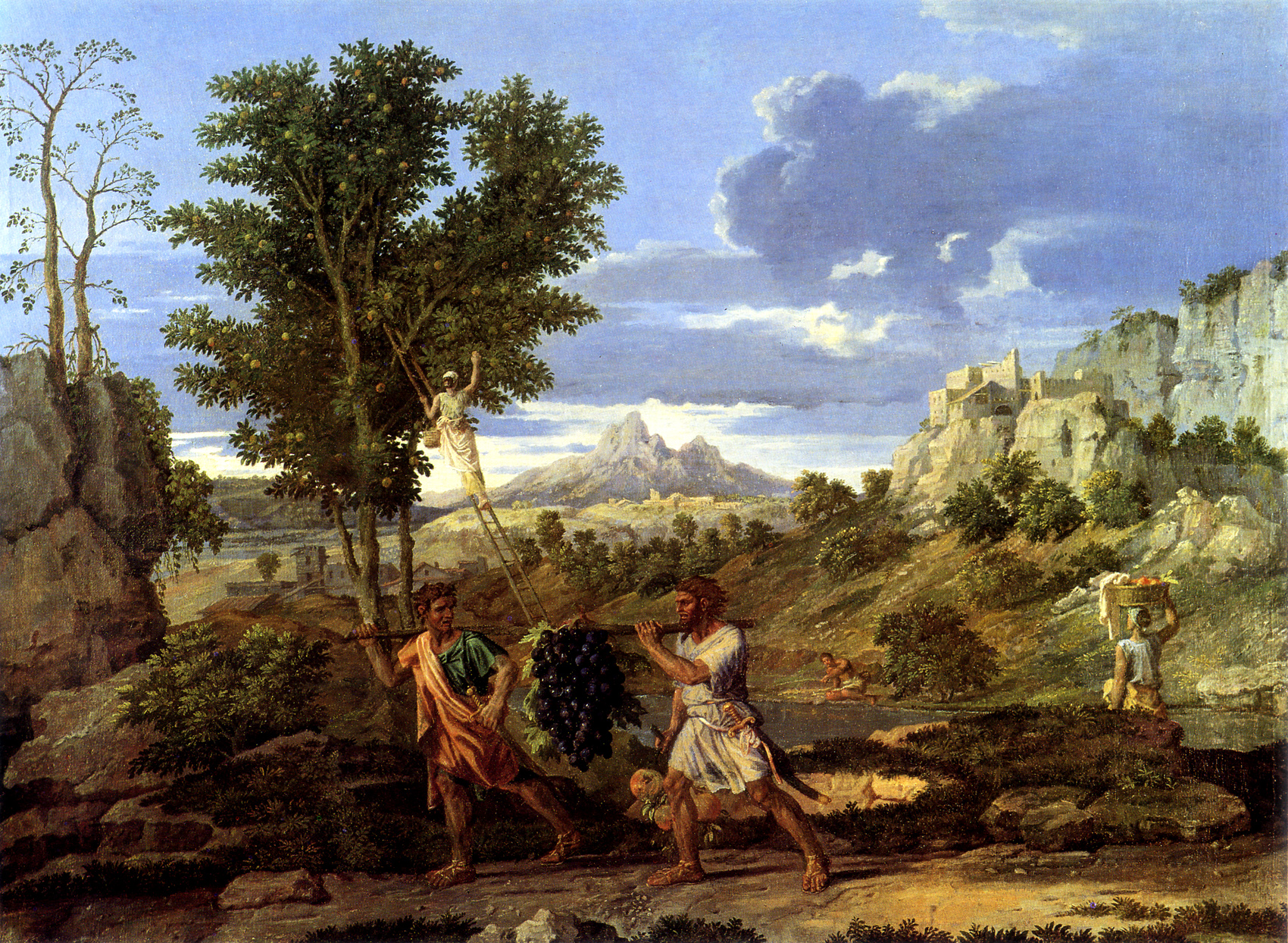
Nicolas Poussin, L'Automne, ou La Grappe de raisin rapportée de la Terre promise (1660-1664).

#### Du pastoral au luxuriant et au désertique
Love Among the Ruins se déroule dans un décor pastoral de type virgilien, fait de collines, ruisseaux et vertes prairies, peuplé d'un couple de jeunes bergers. Two in the Campagna a pour sous-titre Sicilian Pastoral ; Browning, qui ne connaissait pas la Sicile at, plus vraisemblablement, et au prix d'un transfert géographique, songé au tableau de Poussin L'Automne, ou La Grappe de raisin rapportée de la Terre promise, parfois appelé en anglais aussi Roman Campagna, qu'il avait découvert dès son enfance dans la galerie de Dulwich. Le choix de la campagne entourant Rome n'est pas anodin : au XIXe siècle, cette région, autrefois délaissée car infestée de moustiques, avait pris une dimension symbolique, comme dégagée des règles qu'impose la vie en société, où tout pouvait arriver, ce que montrent les romans de Henry James situés en Italie, ou encore The Marble Faun (« Le Faune de marbre ») de Nathaniel Hawthorne). De fait, dans le poème, cette « Campagna » semble inviter le locuteur à quitter ses limites humaines et à poétiser ses sentiments, en vain pourtant, puisque, déçu par le cours des choses, il retournera à sa mélancolie première. By the Fireside présente un paysage sauvage de montagne (Alpine gorge), avec des forêts, des fougères, un lac, une abondance d'eau coulant librement. Pas la moindre idéalisation ici où, à part un élément rappelant Love Among the Ruins, petite tour dans l'un et chapelle dans l'autre, prévalent la solitude et la désolation. Les étendues menaçantes d'un désert tourmenté accompagnent les voyages de Karshish (An Epistle Containing the Strange Medical Experience of Karshish, the Arab Physician), de Roland (Childe Roland to the Dark Tower Came), et du protagoniste de A Death in the Desert.

#### La composition composite

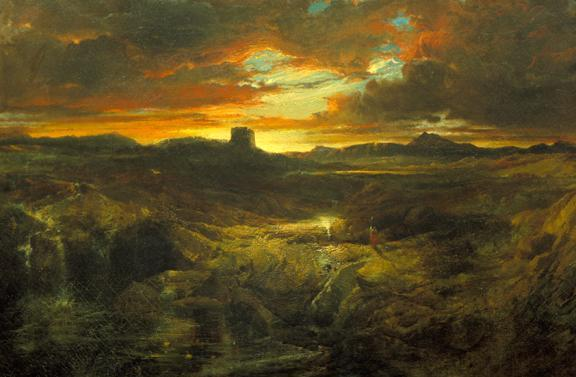
Childe Roland to the Dark Tower Came, par Thomas Moran (1859).

Ces paysages, cependant, ne sont pas nécessairement composés d'après nature. Le plus souvent, ils s'avèrent composites, comme le montre l'exemple de Childe Roland to the Dark Tower Came. En effet, si la tour a bien été vue dans les Monts Carrara (auxquels Elizabeth avait consacré un poème en 1842, The Hills of Carrara), lors d'un voyage en Italie, un tableau admiré à Paris a complété le décor, et le cheval de Roland n'est autre que l'animal figurant dans une tapisserie du salon familial, le tout cimenté par le souvenir du vers de King Lear (à l'acte III, scène 4, vers 187) qui fait allusion à un ensemble de ballades et de légendes connues du poète,.

#### Les charnières temporelles
Browning privilégie les moments charnières de l'année ou du jour, le basculement des saisons, les articulations du temps, et parmi eux, ceux qui paraissent lourds d'une menace, le calme avant la tempête, le passage du crépuscule à la nuit, comme dans Love Among the Ruins, strophes I et V, The Ring and the Book, I, vers 593-595, A Toccata of Galuppi's, vers 35 et 43, Andrea del Sarto  (« Vois, le crépuscule s'est installé et luit une étoile »), Childe Roland (« Le crépuscule mourant vint rougeoyer à travers une crevasse », strophe XXXII), ou In a Gondola. Et encore quand les couleurs virent du vert au gris, que la fin du jour devient le soir (end of day et evening), ou lors d'un « effluve d'air », cette montée de vent qui porte « à jamais » un message (an "everlasting" wash of air) dans Two in the Campagna, strophe V.

### Traitement

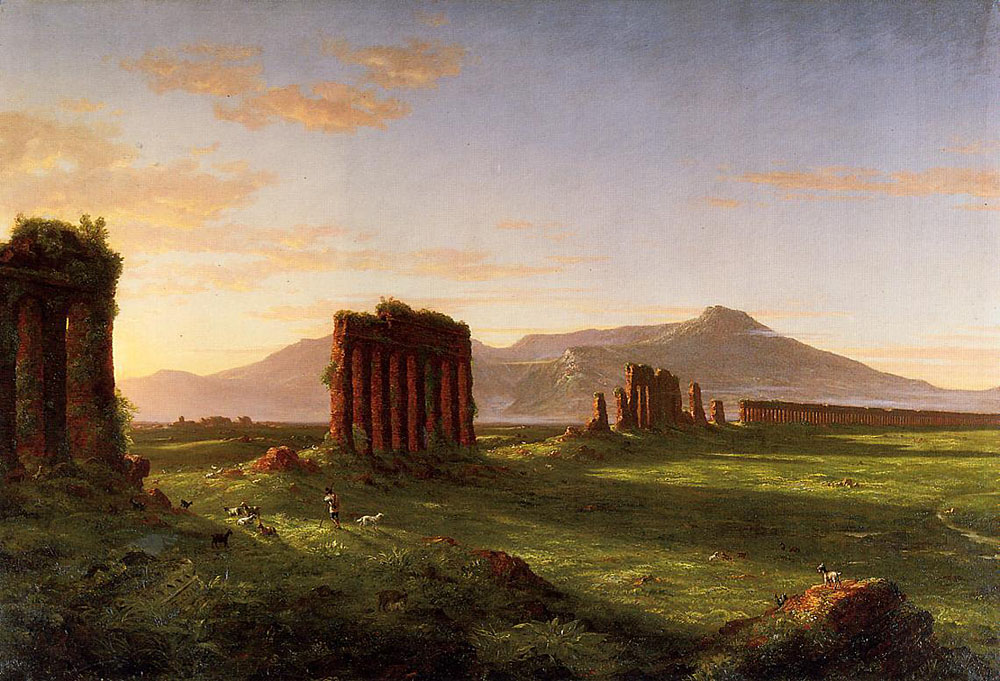
Roman Campagna, par Thomas Cole (1843).

Browning change de technique selon qu'il décrit un paysage ou un détail. Dans le premier cas, il reste très économe de moyens, alors que dans le second, il offre un spectacle quasi microscopique.

#### Un décor en esquisse
Le décor est en général planté par un simple croquis s'apparentant à une liste. Dans By the Fireside, par exemple, s'énumèrent en noir et blanc la gorge alpine, la chapelle, le lac et la ville. Toutefois, surgissant au milieu, se situe un détail significatif : « Est-ce un moulin ou une forge / Brisant en vain la solitude ? » (strophe VII), qui d'un coup, introduit dans la description une charge émotionnelle par cette idée de solitude vaincue. Peu à peu, par touches successives de nature impressionniste, le paysage se met en harmonie avec l'humeur générale. Plus loin, dans la strophe IX, la métaphore « Qu'acérées sont les lances d'argent qui chargent / Alors que d'Alpes les neiges rencontrent le Ciel », fait des nuages des fers de lance qui, par leur dynamisme acéré (sharp, charge), rejoignent (meets) l'éternel sublime (snow, Heaven). Parfois, le simple assemblage de trois ou quatre mots suffit pour indiquer le lieu et le temps, et du coup, créer une atmosphère : « Ce matin romain en mai » (This morn of Rome and May), dans Two in the Campagna, strophe I, vers 5.

#### Le grouillement des gros plans
En revanche, les détails peuvent être grossis à l'extrême, comme au microscope : Stopford Augustus Brooke a recensé les innombrables insectes et petites plantes dont le grouillement peuple les gros plans, et que Browning affectionnait particulièrement. Ainsi By the Fireside abonde en verbes d'action appliqués aux plus petites pousses, toutes mues par un dynamisme conquérant : elles « lancent », « laissent tomber », « posent », « se boursouflent », « risquent un coup d'œil », « languissent »... (throw, drop, lay, bulged, peep, fret...), dans les strophes X à XIII. Ailleurs, le microcosme de la nature est révélé comme à travers une loupe au regard du lecteur. Si vu de loin l'ensemble paraissait terne et gris, la vision rapprochée fait surgir des teintes d'une grande vigueur (glaring hues) qui envahissent le champ visuel : le jaune, l'orange, l'or, le cramoisi, le rose, le corail, le fauve (yellow, orange, gold, crimson, rose, coral, fawn), des strophes XI à XV de Love Among the Ruins.

#### Le symbolisme
Certains symboles sont directement empruntés à la nature, représentant les sentiments au moment épiphanique où ils se révèlent. Ainsi l'eau ruisselante « cascadant sur les souches et les pierres », en simultané avec « [le] moment, unique et infini » (By the Fireside, strophe XXXVII), ou le fil de la vierge alors que la pensée se fait évanescente, ou encore la toison du troupeau accompagnant la vision qui s'apaise, (Two in the Campagna, strophe XXII). Souvent, les images visuelles s'organisent en un réseau fonctionnel destiné à préparer ou suggérer l'impact du thème. La nature est alors décrite et commentée en termes anthropomorphiques comme si elle était un être de chair et de sang. Ainsi, outre la série de verbes d'action déjà signalés, les formulations humanisant les plantes deviennent très précises : « le cœur des choses », « l'éclaboussement de sang », « les champignons rose chair » (By the Fireside, strophe XIII).

### Rôle

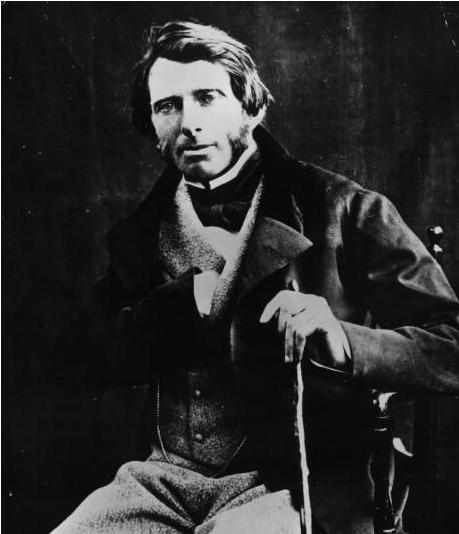
John Ruskin, l'inventeur du concept de Pathetic fallacy, en 1870.

#### L'anthropomorphisme
Dans Meeting at Night, strophe I, les vaguelettes se formant sous la proue de la barque, « surprises et étonnées » d'avoir été réveillées, montrent leur déplaisir par des bouclettes de feu. Rien d'étonnant à cela : chez Browning, la nature est personnifiée, dans son aspect et dans son comportement : « Vois ou ferme les yeux », disait Mère Nature, de son air / Maussade, « Rien ne veut fleurir, je ne puis même sauver la face » (Childe Roland to the Dark Tower Came, strophe XI). Elle peut être agréable à la vue (By the Fireside) ou affublée des attributs les plus déplaisants de l'homme, ses grimaces, ses ulcérations, comme dans Childe Roland encore, strophe XXVI : « Tantôt des pustules errantes… / Tantôt des plaques… des substances comme des furoncles ». Elle présente parfois aussi ses tares de caractère, ainsi la petite rivière s'avère « mesquine » et « vindicative », (strophes IX-XX). Lorsqu'elle se fait amicale, elle déploie des trésors d'imagination pour se rendre utile. Dans By the Fireside, les châtaignes s'assemblent sur le chemin des amants, la vigne vierge offre son « éclaboussure de sang » et le champignon vénéneux risque un regard à la dérobée (peeps, strophe XIII). En revanche, dans Childe Roland, la haine fait rougir le paysage d'un plaisir sardonique (flush[ed] with sardonic pleasure), (strophe VIII) au spectacle de la détresse humaine, et les collines attendent avec une impatience sadique que l'écuyer se fasse embrocher (stabbed to the heft, littéralement « poignardé jusqu'à la garde »), après avoir été encerclé par les montagnes. Cette anthropomorphisation relève de ce que John Ruskin a appelé la pathetic fallacy, formule toujours retenue pour exprimer la démarche consistant à attribuer des sentiments personnels à la nature,.

#### Les forces de la vie

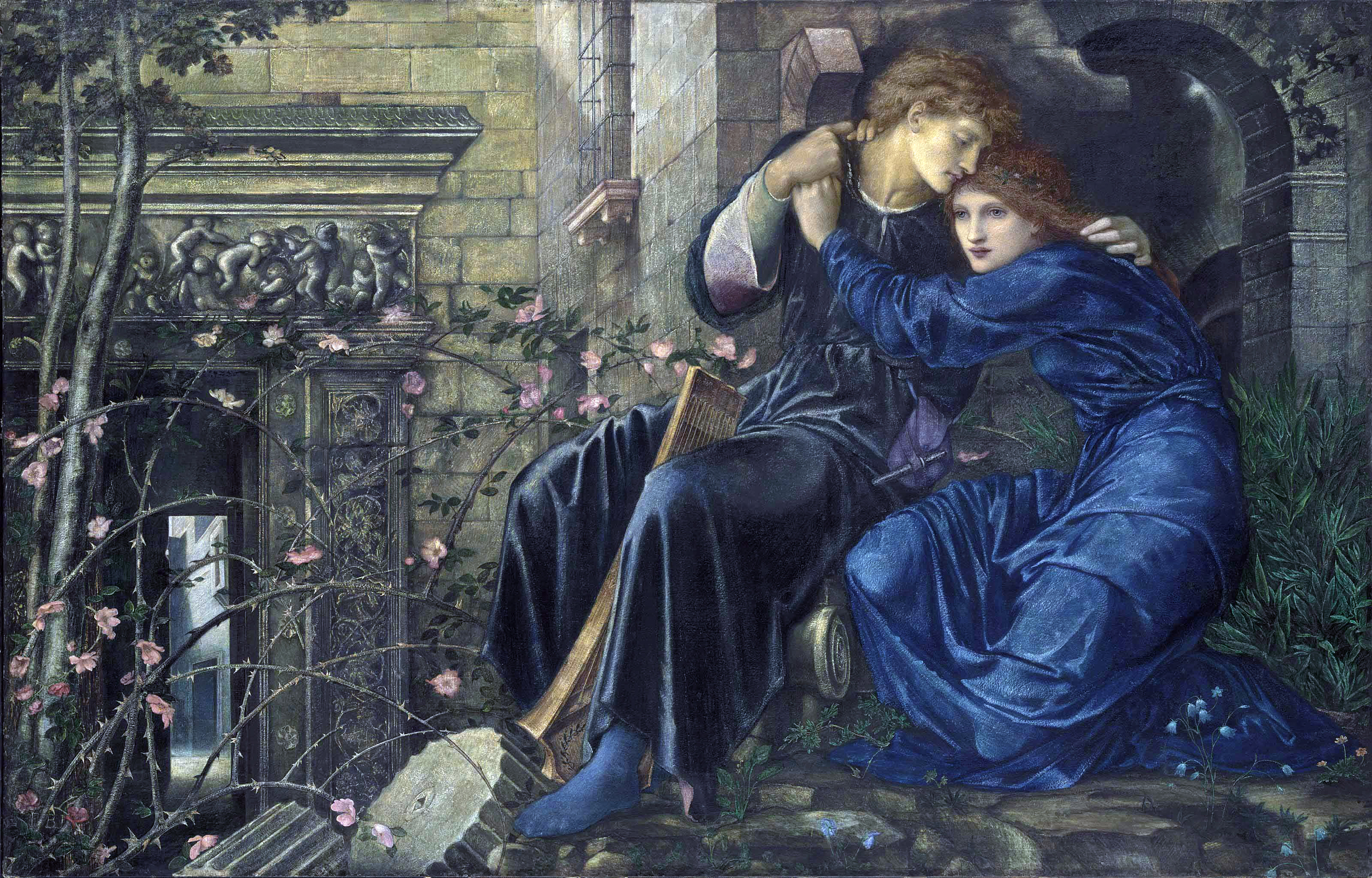
Love among the Ruins, tableau de Edward Burne-Jones

C'est dans la nature que se manifestent les forces de la vie. Comme le feu dévorant tout, la végétation avance et conquiert, les racines, les tiges et les feuillages recouvrent, creusent, mordent, lèchent. Cette formidable énergie se manifeste dans le bancal (lop-sided), le déséquilibré (top-heavy), le mal dégrossi (uncouth), l'irrégulier (rugged). De plus, les plantes ingrates, la mauvaise herbe, le chardon, le liseron, la liane rampante deviennent souvent omniprésentes, avec leurs grouillements d'insectes, scarabées surtout, et d'araignées (Love Among the Ruins, By the Fireside et Two in the Campagna). Cette profusion anarchique ne correspond pas aux canons de l'esthétique dominante au XIXe siècle, fondée sur l'ordre, l'harmonie et le bon goût. La vie se manifeste surtout de façon grotesque et, comme l'a souligné G. K. Chesterton, s'appuyant en cela sur les analyses de Bagehot et Ruskin, pour Browning, ce grotesque témoigne lui aussi et sans doute de façon privilégiée, de la présence du divin.

#### Le panthéisme
Le panthéisme des poèmes de Browning, qu'E-D. Forgues qualifie de « volage », « qui s'éprend de tout spectacle, de toute musique, et la divinise pour l'heure même où il en subit l'influence », est moins « outré » que celui de Wordsworth et moins « mystique » que celui de Coleridge et de Shelley. Il se manifeste par une description de la nature comme vêtement visible d'un invisible Dieu diffusé en elle. Dans Saul, David s'écrie : « Je n'ai qu'à ouvrir les yeux -- et la perfection, ni plus ni moins, / Telle que je l'imaginais, se dresse droit devant moi et Dieu se voit en Dieu, / Dans l'étoile, dans la pierre, dans la chair, dans l'âme et dans la motte » (strophe XVII, vers 247-250) ; alors, c'est à la nature qu'est confiée la mission de faire connaître Sa loi. La conclusion du poème explose de joie intense à la révélation : « La terre entière était en éveil, l'enfer lâché avec ses sbires ; / Et les étoiles de la nuit palpitaient d'émotion, vibraient, / Expulsant dans le feu la longue douleur du savoir emprisonné : mais je ne défaillis point, / Car la Main une fois encore s'imposa à moi, me soutint et effaça / Tout ce bouleversement, l'abreuva jusqu'au silence et la contemplation sacrée, / Jusqu'à ce que l'extase s'enfermât sur elle-même et que la terre sombrât dans le repos. » (Saul, strophe XIX, vers 318-323).

#### L'intercession
Est-ce à dire pour autant que Browning ait nanti la nature de pouvoirs métaphysiques ? Dans Cleon, il la présente comme parfaite, douée d'une énergie et d'un dynamisme implacable, mais privée de l'essentiel, la conscience (consciousness). Son rôle serait donc limité à l'intercession ; dans By the Fireside et Saul par exemple, elle sert de catalyseur à l'amour dans le premier, à la foi dans le second, rejoignant en cela l'artiste qui, comme Fra Lippo Lippi, « interprète Dieu pour chacun de vous » (vers 311).

## L'amour
Sans doute thème privilégié de Browning, qu'explique son aventure passionnée avec Elizabeth Barrett, son épouse, l'amour concerne les relations entre l'homme et la femme : peu de choses, en effet, sur le sentiment filial (ou parental), le patriotisme, l'amitié. Au vrai, ce qui l'intéresse, c'est le problème de la communication entre les êtres et, plus particulièrement, les êtres de sexe opposé. Selon Stefan Hawlin, les poèmes concernés par le thème de l'amour sont, dans Men and Women, Love Among the Ruins, A Lover's Quarrel, A Woman's Last Word, By the Fireside, Any Wife to Any Husband, A Serenade at the Villa, A Pretty Woman, Respectability, A Light Woman, Love in a Life, Love in a Life, In a Year, Two in the Campagna et One Word More. À cette liste s'ajoutent trois titres appartenant à Dramatis Personae, James Lee's Wife, Dîs Aliter Visum et Youth and Art.

### Attitudes de l'amour
Il en est trois principales chez Browning : l'amour-désir ou passion, celui qui anime les jeunes gens de Love Among the Ruins, l'amour en situation d'échec comme dans Andrea del Sarto ou The Statue and the Bust, enfin l'amour de la maturité, celui de Two in the Campagna ou de By the Fireside.

#### La passion du désir

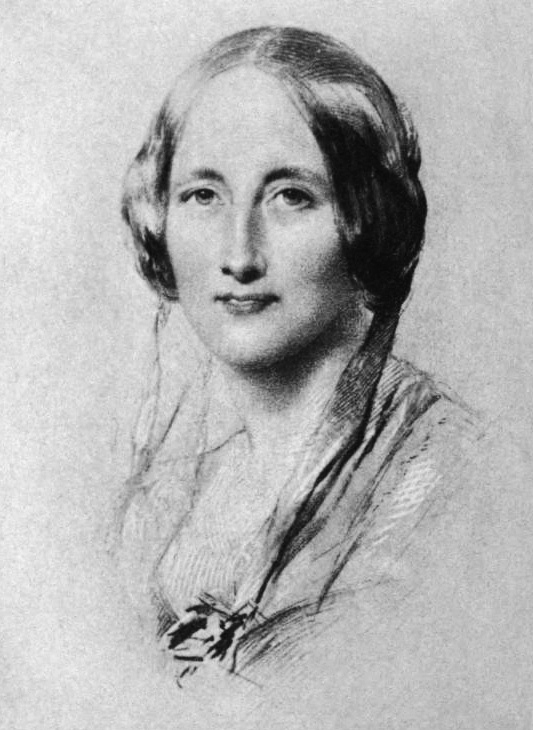
Elizabeth Gaskell, l'auteur de Ruth.

L'amour-passion apparaît, par exemple dans Love Among the Ruins, où les protagonistes, le berger, qui est le locuteur sans qu'il y ait un allocutaire bien défini, et sa belle, sont très jeunes. C'est un poème dédié au désir qu'expriment les verbes dénotant l'urgence, rush (« se précipiter »), extinguish (« éteindre [le feu du désir] »), ainsi que le schéma rythmique qui, en contrepoint, évoque une inexorable avancée. Pour cela, Browning utilise l'association d'un dimètre rimé qui ponctue à retardement chaque hexamètre, apportant ainsi un écho régulier au tintement des sonnailles du troupeau, et marquant sa progression dans le paysage : Where the quiet-coloured end of evening smiles, / [écho :] Miles and miles / On the solitary pastures where our sheep / [écho :] Half-asleep / Tinkle homeward thro' the twilight, stray or stop / [écho :] As they crop —.

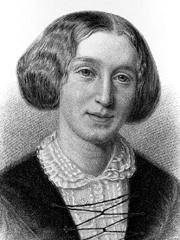
George Eliot, l'auteur de Adam Bede.

La passion se fait encore plus violente dans Pippa Passes, où Ottima, la femme adultère, séductrice et heureuse (« Je suis Ottima, prends garde », chante-t-elle, vers 85), est décrite comme « farouche » et « animale ». En cela, Browning se démarque du modèle victorien où, lorsque ne règnent pas la pruderie et le silence, les transgressions, et surtout, dans les romans, celles des jeunes filles, ont des conséquences presque toujours tragiques ; mort par suicide, meurtre ou encore peine capitale (Hetty Sorrel dans Adam Bede de George Eliot, ou Tess dans Tess d'Urberville de Thomas Hardy, Ruth, dans le roman du même nom d'Elizabeth Gaskell, trouvant cependant le chemin de la repentance et de la rédemption, mais par l'abandon de son propre bonheur à la seule cause de celui d'autrui). Il en est de même en poésie, avec le traitement de l'amour que Tennyson présente dans Enoch Arden, véritable antithèse du mythe de l'Odyssée, puisque le héros Enoch Arden préfère rester silencieux lorsque, à son retour au bout de dix années d'errance, il trouve son épouse, qui l'a cru mort, mariée avec bonheur à son rival de toujours. Pour autant, cet amour-passion, certes très présent dans l'œuvre, sert en général à illustrer la théorie première de Browning, que résume, en sa formulation spartiate, la conclusion de Love Among the Ruins : « Oh, cœur ! Oh, sang qui se glace, sang brûlant ! / Fruits de la terre / Siècles de folie, de bruit et de péché / Enfermez-les, / Eux et leurs triomphes, leur gloire et tout le reste / L'amour vaut mieux » (strophe VII). la force de la passion représente la manifestation élémentaire de la vie, le dynamisme du monde vivant triomphant du passé, donc de l'oubli.

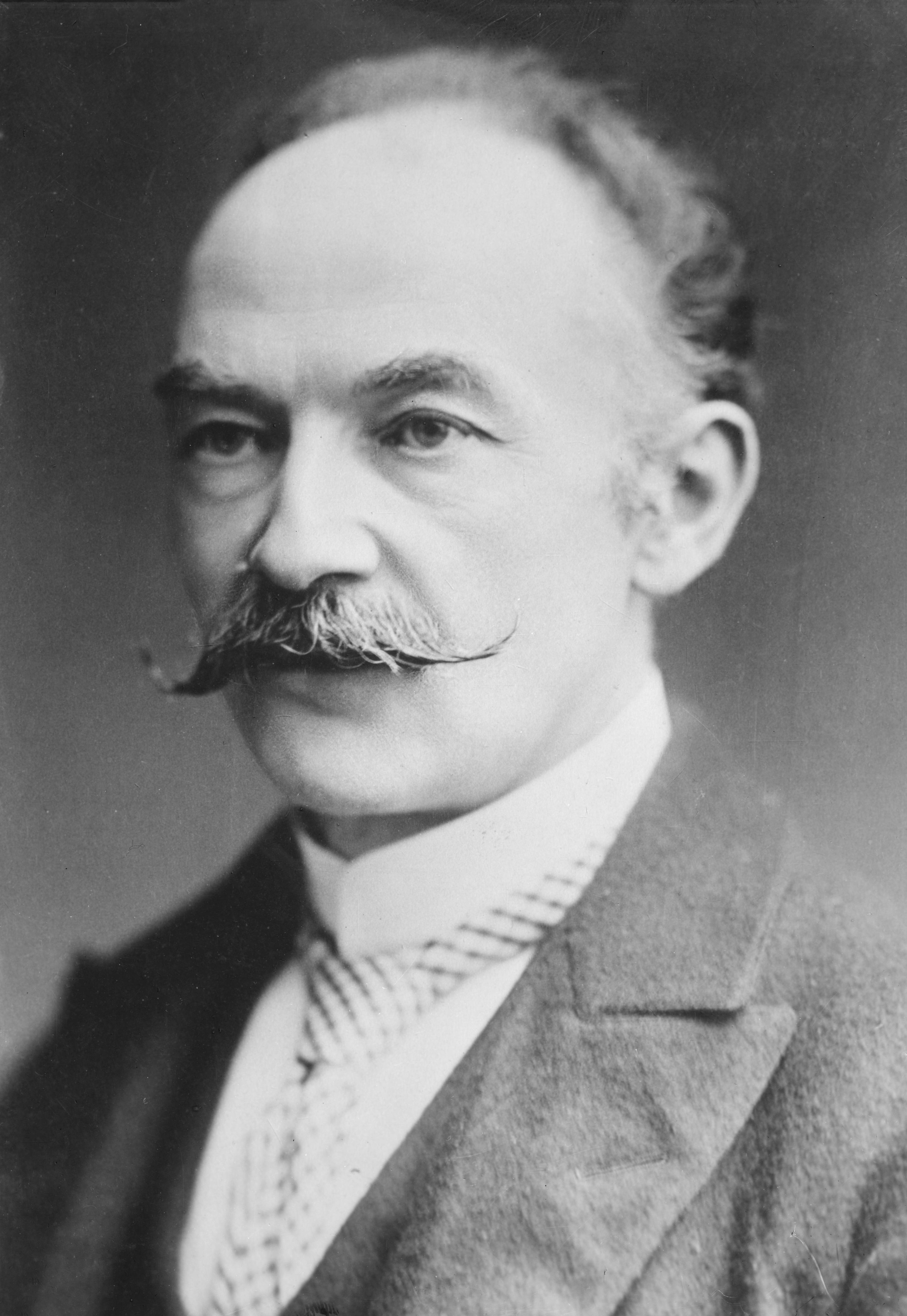
Thomas Hardy, l'auteur de Tess of the d'Ubervilles.

Le poème A Light Woman, qui appartient lui aussi à Men and Women, confirme de façon humoristique la puissance érotique de l'écriture browningienne. En effet, comme le souligne John Lucas, le locuteur, modèle de mâle dignité mâtinée de misogynie maladive envers toute femme sexuellement active, interpelle directement le poète, « Toi, Robert Browning le faiseur de pièces », pour lui offrir son sujet, digne de la puissance de son verbe. Il s'agit, pour ce « faiseur de pièces », de chanter la mission salvatrice de celui qui l'apostrophe : extraire un jeune innocent des « collets » et « filets » d'une femme d'expérience (« crossed his path with her hunting-noose / And over him threw her net »).

#### L'infirmité de la volonté

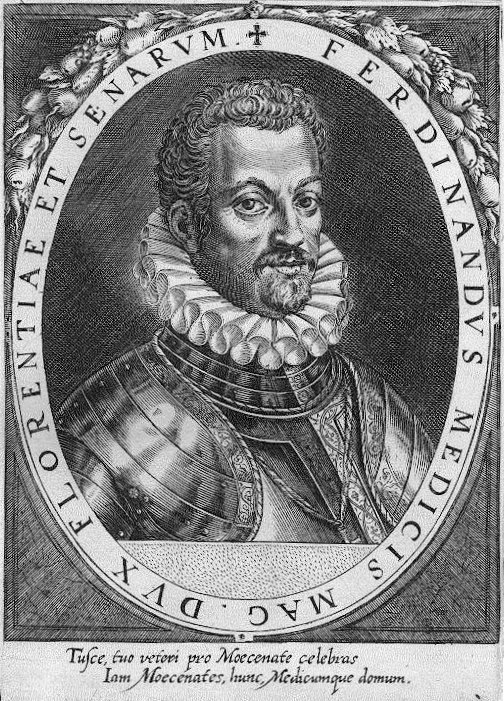
Ferdinand Ier de Médicis, par Dominicus Custos.

L'amour-échec, attitude opposée (Browning aime présenter les deux facettes d'une même situation, d'où ses poèmes complémentaires en paires), est illustré par The Statue and The Bust, écrit en terza rima, sans doute en l'honneur de Dante qui a utilisé le même schéma métrique dans sa Divine Comédie et habitait, comme le locuteur, la cité de Florence,. Le poème évoque les « affinités électives », décrites par Goethe, entre deux êtres que la société éloigne l'un de l'autre. Elle, c'est la princesse promise à un autre homme ; lui, c'est le Grand-Duc Ferdinand Ier, ami du futur mari. Le mariage est célébré, et le duc et sa bien-aimée poursuivent leur passion par procuration, lui avec une statue équestre, elle avec la sculpture d'un buste. De façon symbolique et aussi provocatrice, le duc a placé sa statue sur la Piazza dell' Annunziata, face au vieux Palazzo Riccardi où la femme était emprisonnée par son mari jaloux, mais là s'est arrêtée son audace.
Ainsi, les pulsions et les sentiments de chacun se sont vus sans cesse repoussés par procrastination. L'infirmité de la volonté a empêché les amants de franchir le pas (au contraire de Browning qui, lui, a enlevé Elizabeth Barrett) et de rendre justice à leur être par respect des conventions sociales ou plutôt terreur des conséquences qu'entraînerait une telle audace : « Ainsi s'accumulèrent les mois et les années, et rayon par rayon, / La splendeur quitta leur jeunesse et leur amour, / Et tous les deux / Ils surent qu'ils avaient rêvé un songe », vers 101 à 103. John Lucas pose la question : « N'a-t-il pas mieux valu, en fin de compte, qu'il en soit ainsi ? ». Le texte montre, cependant, que Browning se place à contre-courant de la morale dominante : l'adultère, faute de mieux, serait non seulement acceptable mais nécessaire dans certaines circonstances.
Les amants se fussent-ils repentis de leur passion jugée coupable, eussent-ils renoncé pour des raisons morales, le poète les eut compris et leur eut pardonné. En revanche, il condamne la carence du courage, péché, à ses yeux plus dévastateur que la concupiscence qui les habite : (« Le jeton qu'avait misé nos amants avait perdu / Tout autant que s'il avait été monnaie légale : / Et le péché que j'impute à chacun de ces fantômes frustrés // C'est… la lampe restée éteinte, le rein non dévoilé, / Bien qu'en fin de compte leur but fût vicié, je dis / Vous les vertueux (que ne vous unissez-vous) / Et toi, où en es-tu ? De te fabula »),,, The Statue and the Bust, vers 247 à 250, conclusion du poème.

#### L'amour conjugal

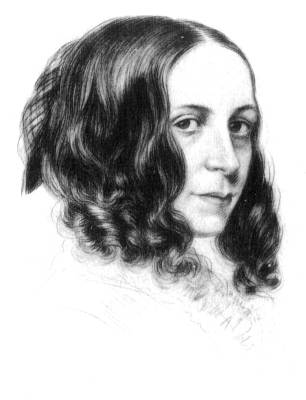
Portrait en esquisse d'Elizabeth Barrett Browning dans sa jeune maturité.

L'amour réfléchi, essentiellement illustré, du moins dans Men and Women, par By the Fireside et Two in the Campagna, est le sentiment partagé, dans le mariage, à l'âge de la maturité, entre deux êtres intellectuellement à égalité, bien qu'Elizabeth Barrett Browning ait été jusqu'à sa mort considérée comme supérieure à son mari,. Il se manifeste dans de courts moments d'intimité : « Mon épouse parfaite, ma Léonore » (By the Fireside, XXI), référence à la fidélité de Leonor pour son époux, exaltée par Beethoven dans Fidelio, et aussi à l'histoire même de Browning avec Elizabeth Barrett Browning, son épouse. Et encore, dans le même poème : « Te voir ainsi te pelotonner au coin du feu / De retour, assise en silence / Et contempler à la lumière des flammes, ce front élevé / Que soutient ta petite main de fée », (LII). Quelques gestes d'affection, comme en passant : « […] depuis que, main dans la main / Nous nous assîmes dans l'herbe » (Two in the Campagna, Strophe 1), ou « […] je baise ta joue / Saisis la chaleur de ton âme » (strophe X, vers 47 et 48). Cet amour, celui du couple, fait à la fois d'attirance physique et de complicité intellectuelle, Browning n'a de cesse d'en proclamer la pérennité, dans Prospice, Any Wife to any Husband, et l'épilogue de Fifine at the Fair, car « l'union [la fusion ?] des âmes complémentaires ne [peut] être dissoute ».

### Conception de l'amour
Différentes vues se trouvent exprimées, éparpillées au fil des poèmes. À s'en tenir aux trois grands poèmes de l'amour, Love Among the Ruins, By the Fireside et Two in the Campagna, se dégagent quelques lignes directrices.

#### La prééminence

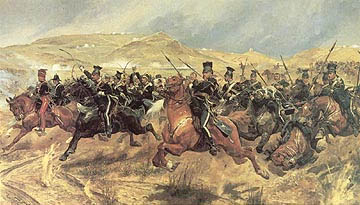
La Charge de la Brigade légère (Guerre de Crimée), par Caton Woodville.

D'abord celle de la prééminence (supremacy) de l'amour sur la civilisation, souvent belliqueuse et cruelle, par quoi se caractérise l'homme. L'évocation, dans Love Among the Ruins, des gloires militaires passées inspire à John Lucas un commentaire historique. « Il est crucial, écrit-il, de remarquer que Men and Women a paru pendant la Guerre de Crimée (octobre 1853-février 1856), cet exemple de choix des folly, noise and sin que révélaient les dépêches au Times depuis le front de William Howard Russell ». Pour lui, le fait que le poème ait été placé en tête du recueil est significatif, et les commentaires de l'Athenaeum au jour même de la publication (17 novembre 1855) savent en rendre compte (opposition entre energy wasted and power misspent d'une part, et fancies chaste and noble de l'autre). Ce poème sur la passion triomphant au milieu d'une cité vaincue et anéantie par la force militaire établit une juste échelle des valeurs, loin de la rhétorique belliqueuse en vigueur, et même si telle n'était pas l'intention consciente de Browning, la seule présence de Love Among the Ruins au début d'un nouveau volume (Men and Women) témoigne, de sa part, d'une juste appréciation des choses : l'amour, en effet, demeure bien plus important que la pseudo gloire militaire.

#### La fusion des corps et des âmes
Le but suprême n'est pas l'union des cœurs, qui s'avère nécessaire mais non suffisante : « Deux vies qui s'ajoutent, et souvent, c'est la cicatrice / L'un près de l'autre, c'est trop loin », (By the Fireside, XLVI), ou « Voir avec tes yeux, / Les battements de mon cœur en harmonie / Avec les tiens, et boire à satiété aux sources de ton esprit », Two in the Campagna, vers 9. La fusion des êtres est-elle possible ? Browning exprime l'idée de la « différence infinitésimale » (infinitesimal difference) : les êtres attirés l'un vers l'autre peuvent ou non se rencontrer : « Oh, ce petit plus, et quelle richesse ! / Et ce petit moins, c'est un univers perdu », By the Fireside, XXXIX). Lorsque s'efface cette différence, l'union peut devenir fusion : « Enfin, nous étions mélangés / Malgré l'enveloppe mortelle », (By the Fireside, XLVII). Alors, la révélation de l'amour conduit à une renaissance : « Je suis nommé et connu par l'exploit de ce moment, / C'est là que j'ai acquis ma posture et mon statut / Celui qui naquit pour t'aimer, ma douce » (LI), et « Ainsi, la terre a-t-elle gagné un homme de plus » (LIII).

#### La «bonne minute»
Ainsi, il existe une « bonne minute » (good minute) conduisant au « bon choix » (good choice). Si le bon choix est fait, l'occasion saisie, les fruits en sont éternels : « Oh, moment, unique et infini ! » (By the Fireside, XXXVII), ou « Comme tout ce que nous y percevons et connaissons / Tend ainsi au résultat d'un moment / Quand se déclare une âme, oui, / Par le fruit - ce qu'il produit ! » (XLIX). Dans le cas contraire, quand s'installe l'indécision ou la négligence, la « bonne minute » s'échappe : « Je cueille la rose / Et l'aime plus que les mots ne peuvent le dire / Et passe la bonne minute » (Two in the Campagna, strophe X), et cela, comme dans The Statue and the Bust, de dramatique façon, les cœurs entrant en déshérence d'eux-mêmes, de leur amour, de leur passé perdu et de leur avenir évanoui. C'est la conclusion du poème, les vers 247 à 250, cités et traduits plus haut, à propos de l'amour-échec (« L'infirmité de la volonté » dans la section « Attitudes de l'amour »),.

#### La femme, «médiatrice de l'absolu»
Jean-Michel Yvard, s'interrogeant sur le rôle de la femme dans la poésie de l'époque victorienne, explique que chez Browning, elle est l'objet « d'un amour pur et inaccessible qui n'en reste pas moins foncièrement orienté vers Dieu, quête mystique et aspiration amoureuse étant en fait très souvent indiscernables dans ses poèmes. Il n'y avait donc là, d'un certain point de vue, rien de radicalement nouveau, la femme ayant simplement continué, y compris et surtout à l'époque victorienne, à être la médiatrice de l'absolu et à faciliter l'accès à la transcendance plutôt qu'à s'y substituer à proprement parler ».

### Lyrisme

#### Un lyrisme discret du sentiment
Pas de mélodrame ou de pathos chez Browning, mais de la réserve se manifestant par plusieurs niveaux de transposition, celui du souvenir, celui du déguisement anonyme (cf. Two in the Campagna : « Un homme parle »), celui du déplacement géographique ou/et historique. Le lyrisme s'appuie sur des thèmes assez proches de ceux du romantisme, la passion, la fusion, la solitude, et est constamment associé à la nature, non plus confidente comme souvent chez les Romantiques (Wordsworth, Coleridge, Keats, Shelley, Lamartine, Victor Hugo, Musset, Vigny, etc.), mais actrice de l'élaboration ou de la continuation des sentiments, et il surgit au cours de méditations à des moments clefs du discours, par exemple dans la conclusion de Two in the Campagna où, en deux vers, se trouve condensée la pesanteur de la condition amoureuse : « L'infinie passion et la souffrance / De l'ardente finitude des cœurs », strophe XII. De plus, ce lyrisme s'exprime souvent par des symboles : ainsi, dans By the Fireside, des mots (noms ou verbes), des associations verbales renvoient à la féminité : coral nipple (« téton [couleur] corail »), bulged (« bombé », « rebondi »), strophe XIII, woman-country (« contrée-femme »), male-lands (avec un trait d'union) (« pays-homme »), strophe VI. Ici, Browning se rapproche d'une poésie annonciatrice de celle du symbolisme.

#### Une verve d'écriture jamais démentie

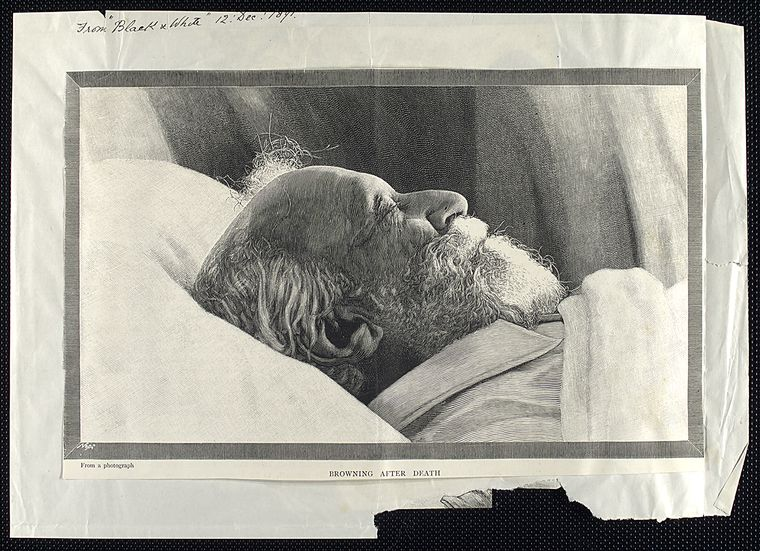
Robert Browning sur son lit de mort.

Assolando, recueil publié le jour même de la mort du poète, témoigne encore d'une verve sans égale pour un homme de 78 ans, en particulier le poème Muckle-Mouth Meg, retrouvailles avec une histoire que Walter Scott avait rendue célèbre dans ses « Contes de Grand-père » (Tales of a Grandfather, 1828). Il y est question d'un Anglais qui échappera à l'échafaud s'il accepte d'épouser Meg-à-la-très-grande-bouche (muckle, variante de mickle, signifie : « très grand »). Il refuse, la bouche de Meg lui paraissant bien trop dérangeante, elle qui peut avaler a bubblejock's egg (Bubblejock est le mot écossais pour turkey, « dinde »). « Et je laisserais cette bouche mâchouiller la mienne ? Jamais, mon très cher ! ». John Lucas voit dans le fait que le poète prenait encore plaisir, dans son grand âge, à écrire un poème aussi exubérant que Muckle-Mouth Meg « quelque chose de joyeusement rassurant ».

## Place de la thématique browningienne dans la littérature
Dans son essai sur Browning paru en 2001, Peter Porter indique que l'influence de Browning a été négligeable de son temps, qu'il n'a pas eu de disciple immédiat, à l'exclusion d'Eugene Lee Hamilton (1845-1907), auteur de sonnets pétrarquiens, mais que « la bombe était à retardement », puisqu'elle s'est manifestée avec force dans les années 1920. Les poètes (voir L'héritage de Robert Browning), Ezra Pound, T. S. Eliot, Robert Frost ont surtout puisé dans sa conception du monologue dramatique, mais, selon Lucas, les romanciers, eux, ont peu à peu emprunté à sa thématique.

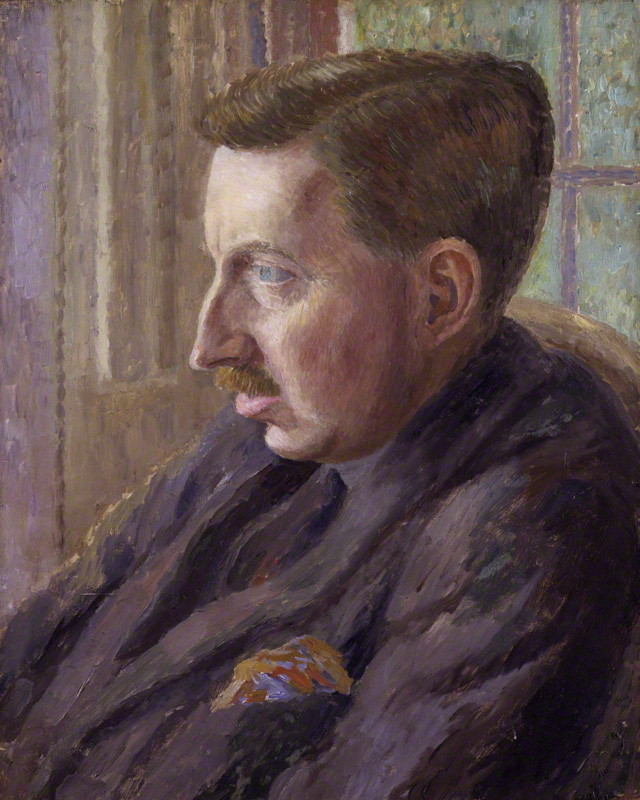
E. M. Forster en 1924, par Dora Carrington.

Déjà, en 1855 à la publication de Men and Women, George Eliot avait loué, dans un article de la Westminster Review, « son regard aiguisé qui perce les secrets du personnage humain [qu'il révèle] non par un processus de dissection, mais par une peinture dramatique », ajoutant que « Fra Lippo Lippi, à lui seul, valait un essai sur le réalisme en art, et que The Statue and the Bust était bien préférable à un ouvrage en trois volumes avec la même morale ». Plus important sans doute est le fait que son Grancourt, mari de Gwendolen Harcourt dans Daniel Deronda, est directement emprunté au duc de Ferrare de My Last Duchess dont il possède, quoique sans aller jusqu'au meurtre, le « même absolutisme marital », pour reprendre l'expression de Graham Handley, récent éditeur des œuvres de George Eliot. Même influence, quoique son sadisme soit dévié vers l'esthétisme forcené, pour l'Osmond de Henry James, qui, dans Portrait of a Lady, collectionne les êtres humains comme des objets d'art : sa femme ne sera à ses yeux que « le portrait d'une dame ». Lucas trouve des relents du même « égotisme » dans le Cecil Vyse de A Room with a View d'E. M. Forster, qui exige de sa fiancée qu'elle se conforme à son idéal de la beauté.
Une autre influence est peu souvent soulignée, celle de The Pied Piper of Hamelin (mai 1842) écrit pour le fils aîné de l'acteur Macready, alors alité. Cette « Histoire pour enfant », comme l'indique son sous-titre, marque un tournant dans la littérature enfantine, qui avait commencé avec le Romantisme à se libérer assez timidement des contes précautionneux du XVIIIe siècle. En effet, si le poème a sa morale (« gardons notre parole »), elle est « pince sans rire » (tongue-in-cheek), « une dernière plaisanterie » en conclusion se terminant sur une rime si artificielle, promise [i], forcé à rimer avec mice [ai], qu'il s'agit, selon Lucas, d'un « dernier clin d'œil à l'humour enfantin ».

## Thématique de Robert Browning dans la culture

### Littérature

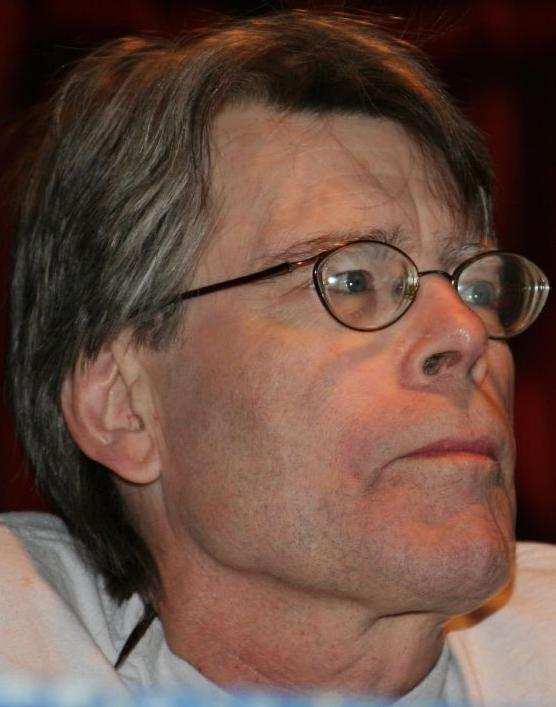
Stephen King, en 2007, qui s'inspira de Browning pour Dark Tower.

- Les deux derniers vers de la célèbre « Chanson » de Pippa Passes : « Dieu est dans son Paradis / Tout va bien sur terre ! » sont l'objet d'une parodie dans Le Meilleur des mondes (Brave New World) d'Aldous Huxley, avec le slogan hypnopédique : « Ford est un fiasco, tout va très bien dans le monde ».
- The Big Sun of Mercury d'Isaac Adamov s'est d'abord appelé Grow Old With Me (« Vieillis avec moi »). Comme l'auteur l'a lui-même expliqué dans The Early Asimov, ce titre dérive d'une citation du poème de Robert Browning Rabbi Ben Ezra[N 25].
- Stephen King s'est inspiré du poème de Robert Browning Childe Roland to the Dark Tower Came pour The Dark Tower (« La Tour sombre »), publié en 2005.

### Peinture
L'œuvre de Robert Browning inspira certains peintres, tel Edward Burne-Jones, dont le tableau Love among the Ruins porte le titre d'un poème de Men and Women.

### Musique
- By the Fireside est l'une des sections des Saisons, une suite pour piano composée par Tchaïkovski en 1875 et 1876.
- En 1912, Charles Ives a composé une ouverture symphonique intitulée Robert Browning Overture[N 26],[158].
- Steve Hewitt a composé et publié le premier extrait de Love Amongst Ruin, titre inspiré par le poème de Robert Browning Love Among the Ruins, le 28 novembre 2009[159].
- By the Fireside est le pseudonyme de Daniel Lea, chanteur anglais de rock alternatif.

### Cinéma, télévision, divers
Dans le domaine cinématographique, d'assez nombreux films ont été réalisés sur la base de l'œuvre de Robert Browning et de sa thématique :
- Pipa passes, or, The Song of Conscience, film de 1909, dirigé par D. W. Griffith ;
- Women and Roses, film de 1914 dirigé par Wallace Reid ;
- The Ring and the Book, film de 1914 ;
- The Flight of the Duchess, film de 1916 d'Eugene Nowland ;
- The Pied Piper of Hamelin (Le joueur de pipeau de Hamelin) est l'œuvre de Robert Browning qui a été le plus souvent portée à l'écran :
  - film de 1911, dirigé par Theodore Marston,
  - film de 1913, dirigé par George Lessey,
  - film de 1926, dirigé par Frank Tilley,
  - film de 1957, dirigé par Bretaigne Windust,
  - film de 1960, dirigé par Lotte Reiniger,
  - film de 1972, dirigé par Jacques Demy,
  - film de 1982, dirigé par Brian Cosgrove,
  - film de 1985, dirigé par Nicholas Meyer ;
- Jean-Luc Godard, dans Pierrot le Fou (1965), fait réciter à Jean-Paul Belmondo et Anna Karina le poème « Une vie dans un amour » du recueil Men and Women ;
- dans la série télévisée américano-canadienne de science-fiction X-Files (septembre 1993 - mai 2002), le détective Fox Mulder récite, dans le pré où est mort Celsmoon, un extrait de Paracelsus de Robert Browning.

## Œuvres poétiques

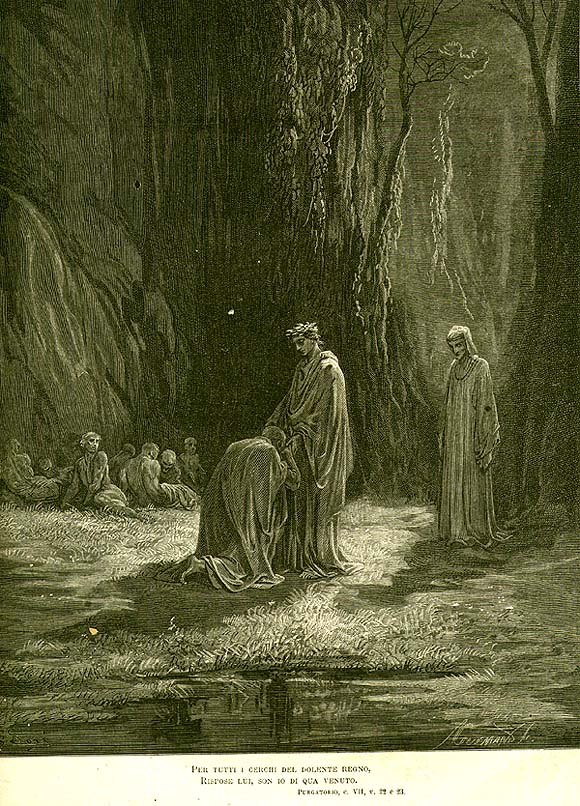
Le troubadour Sordello, par Gustave Doré.

Sont retenues ici les œuvres citées ou ayant servi à élaborer le texte de l'article.
Œuvres dans le texte
- Pauline : A Fragment of a Confession (1833)
- Paracelsus (1835)
- Sordello (1840)
- Bells and Pomegranates, No. I, « Pippa Passes » (pièce) (1841)
- Bells and Pomegranates, No. III, Dramatic Lyrics (1842)
  - Porphyria's Lover
  - Soliloquy of the Spanish Cloister
  - My Last Duchess
  - The Pied Piper of Hamelin
  - Johannes Agricola in Meditation
- Bells and Pomegranates No. VII, Dramatic Romances and Lyrics (1845)
  - How They Brought the Good News from Ghent to Aix
  - The Bishop Orders His Tomb at Saint Praxed's Church
- Christmas-Eve and Easter-Day (« Veille de Noël et jour de Pâques ») (1850)
- Men and Women (1855)
  - Love Among the Ruins
  - Two in the Campagna
  - The Last Ride Together
  - A Toccata of Galuppi's
  - Childe Roland to the Dark Tower Came
  - Fra Lippo Lippi
  - Andrea del Sarto
  - A Grammarian's Funeral
  - An Epistle Containing the Strange Medical Experience of Karshish, the Arab Physician
- Dramatis Personae (1864)
  - Abt Vogler
  - Caliban upon Setebos
  - Rabbi Ben Ezra
- The Ring and the Book (1868-1869)
- Aristophanes' Apology (1875)
- The Agamemnon of Aeschylus, (1877)
- Dramatic Idylls, (1879)
- Dramatic Idylls, Second Series, (1880)
- Parleyings with Certain People of Importance In Their Day (« Pourparlers avec certaines personnes d'importance en leur temps »), (1887)
- Asolando (1889)

Œuvres disponibles en français

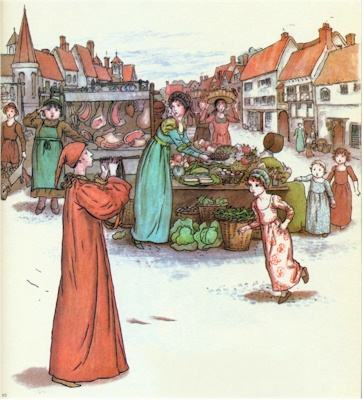
Kate Greenaway :The Pied Piper of Hamelin, (« Le joueur de pipeau de Hamelin »).

- Hommes et Femmes, (Men and Women), Poèmes choisis, Édition bilingue, Introduction et traduction par Louis Cazamian, Paris, Fernand Aubier, Éditions Montaigne, 1938.
- Le joueur de pipeau d'Hamelin, illustrations de Kate Greeneway, École des Loisirs, Paris, 2005.
- L'Anneau et le Livre (1868-1869), édition bilingue, traduction et étude documentaire par Georges Connes, préface de Marc Porée, Le Bruit du temps, Paris, 2009.

#### Ouvrages généraux
- (en) Michael Stapleton, The Cambridge Guide to English Literature, Cambridge, Cambridge University Press, 1983, 992 p. (ISBN 978-0-521-26022-0, 978-0-600-33173-5 et 978-0-521-25647-6, OCLC 9281849).
- (en) Margaret Drabble et Paul Harvey (éditeur), The Oxford Companion to English Literature (New Edition), Londres, Oxford University Press, 1985, 4e éd., 1155 p. (ISBN 978-0-19-866130-6, OCLC 11519736).
- (en) Andrew Sanders, The Oxford History of English Literature (Revised Edition), Oxford, Oxford University Press, 1996, 718 p. (ISBN 978-0-19-871156-8, OCLC 848698462).

#### Ouvrages spécialisés
- (en) Edward Berboe, The Evidences of Chritianity from Browning's Point of View, Londres, George Allen, 1899, chap. XVII, et Preface to the first Édition (ix), Richard Clay & Sons, Limited, London & Bungay.
- Paul de Reuil, L'Art et la Pensée de Robert Browning, Bruxelles, M.Lamertin, 1929 (OCLC 503739452).
- (en) G. K. Chesterton, Robert Browning, Londres, Macmillan Interactive Publishing, 21 décembre 1951 (1re éd. 1903), 214 p. (ISBN 978-0-333-02118-7, OCLC 655214343).
- (en) E. D. H. Johnson, The Alien Vision of Victorian Poetry : Sources of the Poetic Imagination in Tennyson, Browning, and Arnold, Princeton University Press, 1952, 224 p. (OCLC 310306), larges extraits sur victorianweb.org, consulté le 7 avril 2010.
- (en) J. Hillis Miller, Robert Browning, The Disappearance of God, Cambridge, Mass., Harvard University Press, 1963.
- (en) William Whitla, The Central Truth, Incarnation in Robert Browning's Poetry, Toronto, University of Toronto Press, 1963.
- (en) Elvan Kintner, The Letters of Robert Browning and Elizabeth Barrett, 1845-1846, Cambridge, Mass., Harvard University Press, 1969, 1119 p. (ISBN 978-0-674-52605-1, OCLC 50925).
- (en) Philip Drew, The poetry of Robert Browning, A critical introduction, Methuen, 1970, 471 p. (ISBN 978-0-416-14470-3, OCLC 89131).
- Bernard Brugière, L'univers imaginaire de Robert Browning, Paris, Kiencksiek, 1979 (OCLC 163957643).
- Art et littérature à l'époque victorienne, Paris, Les Belles Lettres, coll. « Actes de colloque », 1985.
- (en) John Woolford, Browning the Revisionary, 1988 (ISBN 978-0-312-01572-5, OCLC 16716130).
- (en) Henry Jones, Browning As a Philosophical & Religious Teacher, 1989, 349 p. (OCLC 288445).
- (en) John Woolford et Daniel Karlin, The Poems of Browning : 1841-1846, Pearson Education, 1991, 518 p. (ISBN 978-0-582-06399-0, OCLC 22110906, lire en ligne).
- (en) Joseph Bristow, Robert Browning, New York, St. Martin's Press, coll. « New Readings », 1991.
- (en) Mary Ellis Gibson, Critical Essays on Robert Browning, 1992, 275 p. (ISBN 978-0-8161-8861-1, OCLC 25094952).
- (en) P. Pathak, The Infinite Passion of Finite Hearts, coll. « American university studies / English language and literature » (no 141), 1992titre emprunté à la dernière strophe (xii) de two in the campagna : « just when i seemed about to learn! / where is the thread now? off again! / the old trick! only i discern-- / infinite passion, and the pain / of finite hearts that yearn »., 208 p. (ISBN 978-0-8204-1776-9, OCLC 24501164).
- Odile Boucher-Rivalain, Roman et poésie en Angleterre au XIXe siècle, Ellipses, 1997, « Tennyson, Browninglieu=Paris », p. 160-4.
- (en) Peter Porter, Saving from the Wreck : Essays on Poetry, Nottingham, Trent Books, Nottingham University, 2001, 202 p. (ISBN 978-1-84233-055-5, OCLC 47637396).
- (en) Stefan Hawlin, The Complete Critical Guide to Robert Browning, Londres et New York, Routledge, 2002, 222 p. (ISBN 978-0-415-22231-0 et 978-0-415-22232-7, OCLC 46929284).
- (en) Mary Ellis Gibson, Victorian Poetry, vol. 39, 3, West Virginia University Press, 2001, 447-453 p. (ISSN 0042-5206).
- (en) Robert Ferrieux, Pascale Amiot-Jouenne et al., La Littérature autobiographique en Grande-Bretagne et en Irlande, Paris, Ellipses, 2001, 383 p. (ISBN 978-2-7298-0021-5, OCLC 301664037), p. 54-8.
- (en) Margaret Atwood, Negotiating with the Dead : A Writer on Writing, Cambridge, Cambridge University Press, 2002, 219 p. (ISBN 978-0-521-66260-4, OCLC 45917223, lire en ligne), p. 33.
- (en) Glennis Byron, Dramatic monologue, Routledge, 2003, coll. « New critical idiom », 2003, 167 p. (ISBN 978-0-415-22936-4 et 978-0-415-22937-1, OCLC 51293667, lire en ligne).
- (en) John Lucas, Student Guide to Robert Browning, Londres, Greenwich Exchange, coll. « Greenwich Exchange literary series », 2003, 100 p. (ISBN 978-1-871551-59-4, OCLC 78575880).
- (en) T. Joseph et S. Francis, Encyclopaedia of World Great Poets, Anmol Publications PVT. LTD., 2004, 3188 p. (ISBN 978-81-261-2040-6, OCLC 62865425, lire en ligne), « Browning's My Last Duchess », p. 171 à 190.
- (en) John Bryson, Robert Browning, Londres, Longmans, Green & Co, 2005.
- (en) Kirstie Blair, Victorian Poetry and the Culture of the Heart, Oxford (GB), Clarendon Press Oxford English Monographs, 2006, 273 p. (ISBN 978-0-19-927394-2, lire en ligne).
- (en) Mark Knight et Emma Mason, Nineteenth-Century Religion and Literature, An Introduction, Oxford, Oxford University Press, 2006, 245 p. (ISBN 978-0-19-927710-0, lire en ligne).
- Henry James (trad. de l'anglais par Jean Pavans), Sur Robert Browning : la vie privée, suivie de deux essais, Paris, Le Bruit du temps, 2009, 126 p. (ISBN 978-2-35873-003-7).
- Yann Tholoniat, « Tongue’s Imperial Fiat » : Les polyphonies dans l’œuvre poétique de Robert Browning, Strasbourg, Presses Universitaires de Strasbourg, novembre 2009, 365 p. (ISBN 978-2-86820-397-7).
- (en) Robert Browning (trad. de l'anglais par Georges Connes, préf. Marc Porée), L'anneau et le livre, Paris, Le Bruit du Temps, mai 2009, 1419 p. (ISBN 978-2-35873-001-3).
- (en) Dragutin Gostüski, The Third Dimension of Poetic Expression, The Musical Quarterly, 3, 1969.
- (en) Philip Kelley et al., The Brownings' correspondence. 15 vols. to date, Wedgestone, 1984, « Complete letters of Elizabeth Barrett Browning and Robert Browning, so far to 1849 (« Correspondance complète d'Elizabeth Barret Browning et Robert Browning jusqu'en 1849 ») ».

#### Articles
- (en) Edward Howard Griggs, The poetry and philosophy of Browning : a handbook of eight lectures, B. W. Huebsch, 1905, p. 51.
- (en) Frederic Vanson, Robert Browning—Christian Optimist, London Quarterly and Holborn Review, 28, 1959, p. 331-335.
- (en) Henry C. Duffin, Mysticism in Browning, Hibbert Journal, 53, 1955, p. 372-376.
- (en) William V. Nestrick, Robert Browning : the Maker-See, English Journal, 55, 1966, p. 682-689.
- (en) Richard Benvenuto, Lippo and Andrea : the Pro and Contra of Browning’s Realism, Studies in English Literature 1500-1900, 13, 1973, p. 643-652.
- (en) Stephen Brown, Browning and Music, Browning Society Notes, 6, 1976, p. 3-7.
- (en) Mario L. D'Avanzo, Childe Roland to the Dark Tower Came: the Shelleyan and Shakespearean Context, Studies in English Literature 1500-1900, 17, 1977, p. 695-708.
- Jean-Jacques Mayoux, Une Imagination victorienne : Robert Browning, Critique, 37, 1981, p. 199-220.
- Pierre Marambaud, Browning et l’art dans Men and Women, Annales de la Faculté des Lettres et Sciences Humaines de Nice, 43, 1982, p. 41-53.
- (en) Susie Campbell, Painting in Browning’s Men and Women, Browning Society Notes, 14, 1984, p. 2-22.
- (en) Rosemary Huisman, Who Speaks and for Whom? The Search for Subjectivity in Browning’s Poetry, Journal of the Australasian Universities Language and Literature Association, 71, 1989, p. 64,87.
- Yann Tholoniat, Communication « Ut pictura poesis ? Anamorphose de la mémoire dans My Last Duchess de Robert Browning », Centre de recherche Vortex, 16 juin 2000.
- Yann Tholoniat, Au miroir déformant du style : trois caricatures de Robert Browning (C. S. Calverley, The Cock and the Bull, 1872 ; J. K. Stephen, The Last Ride Together (From Her Point of View), 1891 ; Richard Howard, Nikolaus Mardruz to his Master Ferdinand, Count of Tyrol, 1565, 1995) », Cercles, Revue pluridisciplinaire du monde anglophone 14, 2005 (lire en ligne), « Style in the making », p. 1-14.
- Yann Tholoniat, Les préliminaires textuels de Robert Browning, Cahiers Victoriens et Édouardiens, 63, 2006, p. 463-479.
- Yann Tholoniat, Robert Browning et la mémoire historique : fait, fiction, ou foi ?, La mémoire historique : interroger, construire, transmettre, Angers, Presses de l’Université d’Angers, 2006, p. 39-47.

#### Document en ligne
- (en) Works by Robert Browning at Project Gutemberg, 135 poems of Robert Browning, Poetry Archive.

#### Association
- The Browning Society, Association « Les Amis de Browning », fondée en 1881.